# 루가노
루가노(이탈리아어: Lugano)는 스위스 남부 티치노주에 있는 도시이다. 2020년 12월 기준, 루가노의 인구는 62,315명이며, 광역권은 150,000명 이상이다. 이 규모는 스위스에서 아홉번째로 큰 도시이다.
역사적으로 이탈리아의 땅이었으며, 티치노 주가 19세기 후반 스위스 동맹에 합류하면서 스위스 땅이 되었다. 하지만 도시 전반에는 이탈리아 문화가 스며 있으며, 지역주민도 대부분 이탈리아계다.
이 도시는 특히 가장 큰 폭으로 루가노 호수에 자리 잡고 있으며, 인접 도시인 파라디소와 함께 루가노만 전체를 차지한다. 지자체의 영토는 호수 양쪽의 훨씬 더 넓은 지역과 수많은 고립된 마을을 포함한다. 루가노 지역은 루가노 프레알프스로 둘러싸여 있으며, 루가노 프레알프스는 티치노와 스위스의 최남단인 소토체네리 지역 대부분에 걸쳐 있다. 시의 서부와 동부는 모두 이탈리아와 국경을 접하고 있다.
984년부터 시장 도시로 묘사된 루가노는 1513년 구스위스 연방의 일부가 될 때까지 코모 공작과 밀라노 사이의 지속적인 분쟁의 대상이었다. 1882년부터 루가노는 국제 고트하르트 철도의 중요한 정류장이다. 철도는 오늘날까지 도시 경제에서 지배적인 관광업과 보다 일반적으로 제3차 부문의 발전에 결정적인 기여를 했다.

## 이름
지명은 804년에 Luanasco로, 874년에 Luano로, 1189년부터 Lugano로 처음 기록되었다. 이름의 독일어 변형(현재 더 이상 사용되지 않음)은 Lowens, Lauis, Lauwis, Louwerz로 나타났다. 현지 롬바르드 형식의 이름은 Lugan으로 변환된다. 이름의 어원은 불확실하지만, 라틴어 lucus (‘숲’), 라틴어 비속어 lakvannus (‘호수 거주자’) 그리고 루구스신(Lugus)으로부터 온 파생형이라는 주장이 있다.

## 역사
오래전부터 사람이 살던 곳이며, 역사는 8세기에 시작된다. 이 곳 사람들은 이탈리아어를 사용하였으나, 이 지역은 프랑스에 점령되었다가 1512년부터 스위스에 속하게 되었다. 이후 복잡한 역사를 겪다가 1798년 성립된 헬베티아 공화국의 루가노주의 주도가 되었다. 그 후 루가노 주가 티치노 주에 통폐합되면서 행정의 중심지는 벨린초나가 되었으나, 루가노는 스위스의 이탈리아 문화의 중심지로 발달하였다.

### 19세기

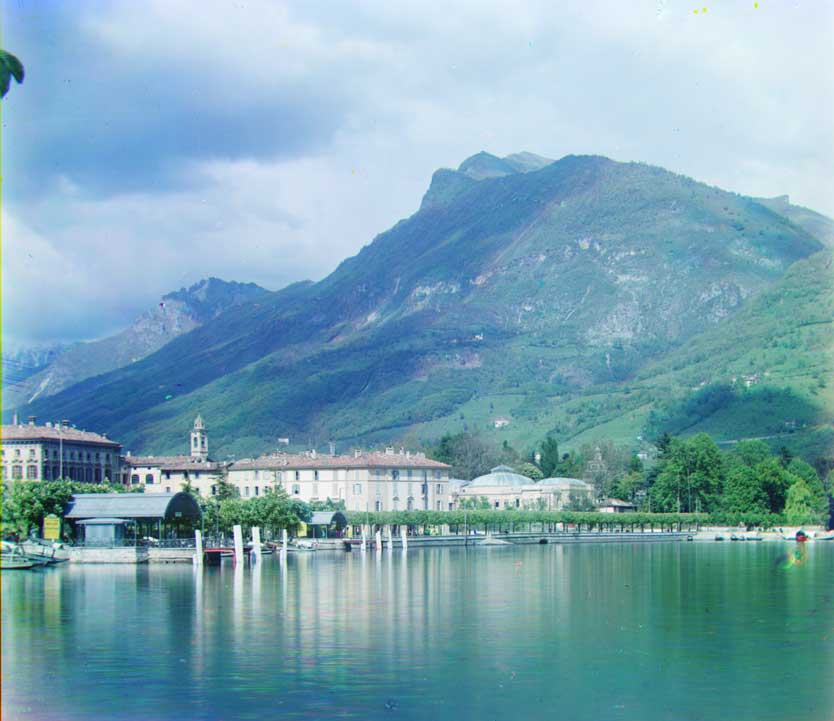
20세기 초의 루가노

1803년 이후에 루가노의 정치 자치체가 만들어졌다. 새 시정부의 주요 임무 중 하나는 귀족 계급(patriziato)과 새 정치 자치체 간의 재산과 권위의 분할을 결정하는 것이었다. 1804년과 1810년에 두 조직 간의 두 가지 협정이 이 과정을 시작했다. 19세기 후반, 정치 시정촌은 파트리치아토로부터 다양한 재산과 권리를 받았다. 헬베티아 공화국 시대의 프레페(Prefet)인 프란체스코 카프라는 1803년부터 1813년까지 루가노의 초대 시장이 되었다. 1814년의 주 헌법에 따라 루가노, 벨린초나, 로카르노가 주의 주도로 설정되었다. 그들은 각각 6년 순환으로 수도 역할을 했다. 루가노는 1827~33년, 1845~51년, 1863~69년에 수도였다.
19세기에 도시 정부는 자유당이 장악했다. 1900년에는 시의회 의석의 절반(당시 총 50명, 2004년 이후 60명)을 약간 넘는 의석이 자유당이 차지했다. 나머지 의석의 대부분은 보수당이나 사회주의자가 차지했다.
시 정부는 처음에 11명의 의원이 있었지만 1908년에 5명으로 줄어들었고 2004년에는 7명으로 늘어났다. 20세기의 대부분 동안 자유당은 여기에서도 절대 다수를 차지했다. 나머지 시의 행정직은 보수당, 사회주의자(1944~48, 1976~80, 2000년 이후) 및 티치노 동맹(1992년 이후)이 차지했다.
1830년경에 새로운 시민과 정부 건물이 루가노에 나타나기 시작했다. 이 도시는 또한 주변의 언덕, Cassarate를 따라 Molino Nuovo, Paradiso 및 Castagnola로 확장되기 시작했다. 1843~44년에 시청은 주교궁(1346년에 건축됨) 자리에 세워졌다. 그것은 1845-51년과 1863-69년에 다시 주 정부를 수용했다. 1890년 이래로 시 정부가 거주하고 있다. 산책로는 단계적으로 건설되었다. 첫 번째 부분은 1870년대에, 두 번째 부분은 20세기 첫 10년 동안이었다. 19세기 초반에 루가노와 벨린초나(1808~12), 폰테 트레사(1808~20)와 키아소(1810~16)를 연결하는 도로가 건설되었다. 1848년 루가노 호수의 첫 증기선이 1856년부터 정기적으로 운항되기 시작했다. 1844년부터 1847년까지 멜리데와 비소네 사이의 멜리데 둑길이 건설되면서 마조레 호수를 따라 남북으로 이어지는 키아소-벨린초나-루가노-고트하르트 선의 개발이 유리해졌다. 이러한 발전 경향은 1882년 고트하르트 철도가 완공되면서 더욱 강화되었다. 기차역이 1874~77년에 루가노에 건설되었으며, 북부 이탈리아와 중부 및 북부 유럽을 잇는 주요 연결 고리 중 하나로 탈바꿈하여 관광 산업의 발전을 가져왔고, 전반적으로 서비스 부문을 촉진시켰다.

### 현대 루가노

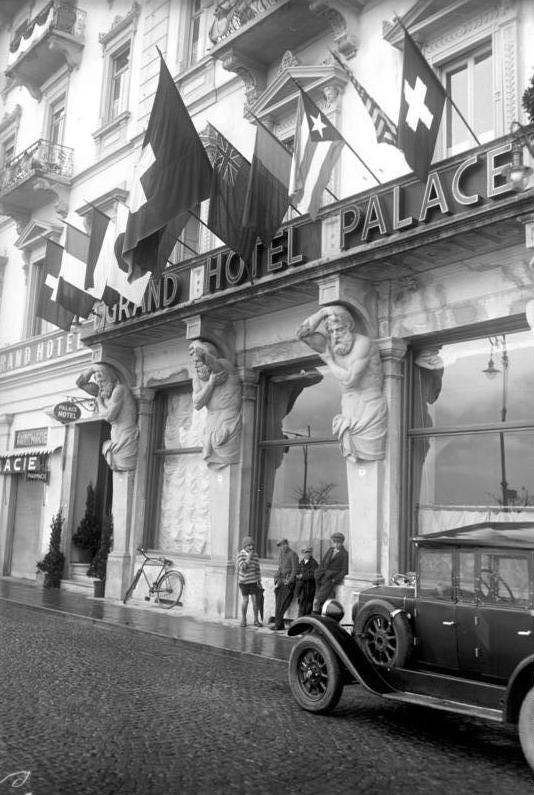
1928년의 그랜드 호텔 팰리스

19세기 중반부터 1970년까지 이 도시는 특히 인구가 두 배 이상 증가한 1880년과 1910년 사이에 지속적인 인구 증가를 기록했다. 이러한 증가는 부분적으로 루가노에 정착한 외국인(1870년 인구의 18.7%, 1910년 43.6%)과 스위스의 다른 언어 지역 출신(1870년 인구의 1.4%, 1910년 6.9%)에 정착했기 때문이다. 20세기의 마지막 30년 동안 인구는 1972년 합병에도 불구하고 카스타뇰라(Castagnola)와 브레-알데사고(Brè-Aldesago) 시의 인구가 약간 감소했다. 이는 도시에서 교외 커뮤니티로 이동하는 추세를 반영한다.
그러나 2004년에 Breganzona, Cureggia, Davesco-Soragno, Gandria, Pambio-Noranco, Pazzallo, Pregassona과 Viganello의 지자체가 통합되었다. 2008년에는 Barbengo, Carabbia 및 Villa Luganese가 그 뒤를 이었다. 그 결과 2006년에는 인구가 52,059명으로 두 배로 늘어났고, 그중 3분의 1 이상이 외국인이었다.  2013년에 Bogno, Cadro, Carona, Certara, Cimadera, Sonvico 및 Val Colla가 지자체에 통합되었다.
제2차 세계 대전 이후, 특히 1960년대와 70년대에 인근 이탈리아로부터의 풍부한 자본 유입 덕분에 루가노는 1956년 유로비전 송콘테스트의 첫 번째 개최 도시가 되었다. 루가노는 은행 활동의 기하급수적인 성장을 경험하였고, 도시에 100개 이상의 은행 기관이 있는 스위스의 세 번째 금융 중심지로 자리 잡았다. 무역, 관광 및 금융은 지역 경제의 핵심이다. 2000년에 근로자의 10분의 9가 서비스 부문에 고용되었으며, 그중 4분의 3이 통근자이며, 여기에는 많은 국경을 넘는 통근자(노동 인구의 13%)가 포함된다.
1975년에는 의회 센터가, 1978년에는 새로운 시립 병원이 건립되었다. 1963년에 이 도시는 루가노-아그노 비행장을 위한 토지를 매입했고, 첫 번째 정기 비행은 1980년이었다. 21세기 초에 그들은 다음을 포함한 그란데 루가노(Grande Lugano) 프로젝트를 시작했다: 2005년에 시작된 자동차 터널 Vedeggio-Cassarate 그리고 A2 고속도로를 Cornaredo 지역과 연결하고, 이전 그랜드 호텔 팰리스 부지에 새로운 문화센터를 만들고 마르치오 광장 지역에 컨벤션 및 전시 센터를 연결한다.
2011년 6월, 이스라엘의 예후드(Yehud) 마을 관리들은 상업과 관광을 활성화하기 위해 마을 중심에 있는 루가노의 옛 광장을 재현하는 대규모 건설 프로젝트를 착수할 것이라고 발표했다. 복제품은 신고전주의 양식의 기둥과 열주로 가득 차 있다.

## 지리

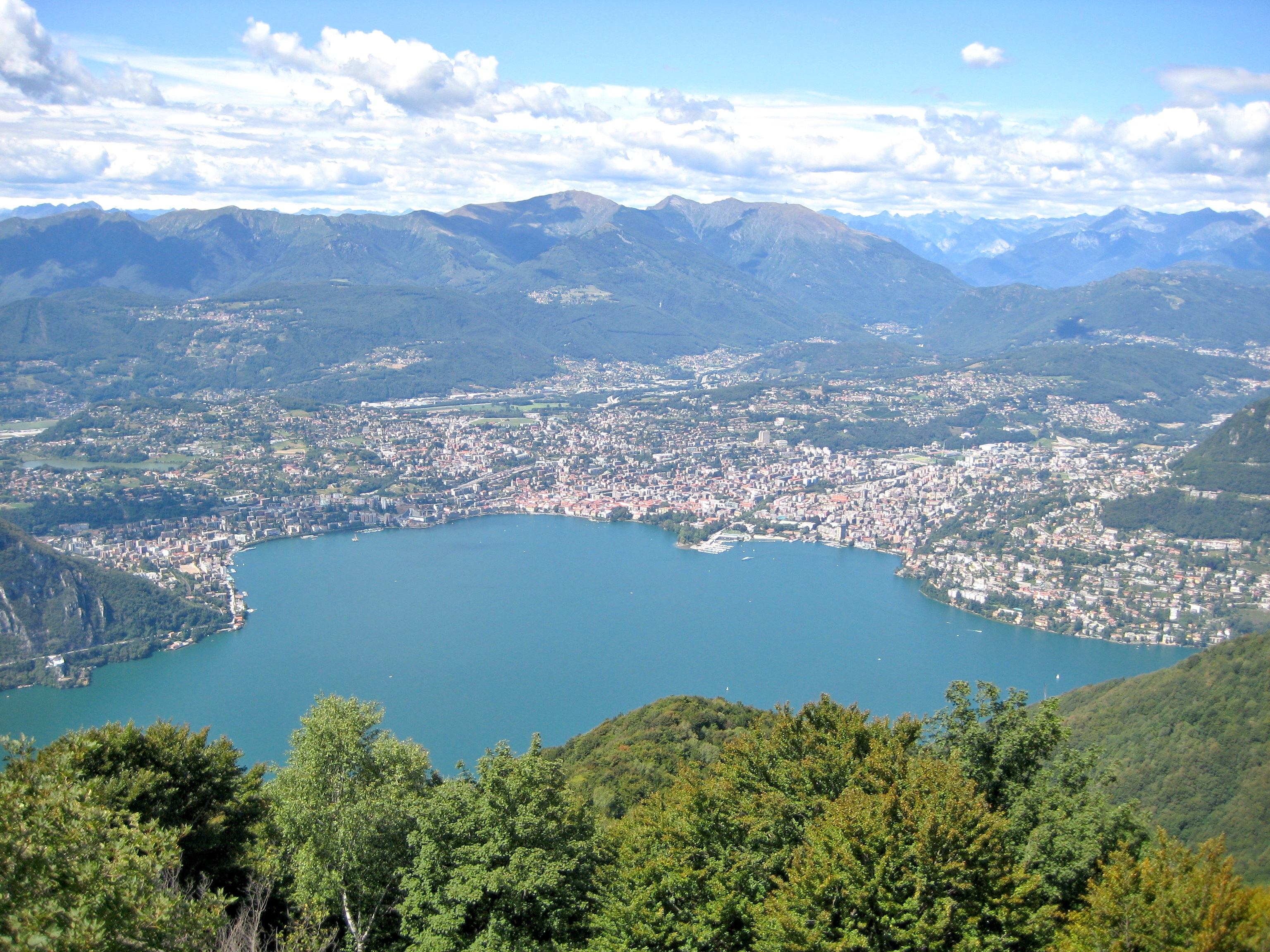
만 주변 건물의 초승달 모양을 한 시기뇰라 산의 루가노

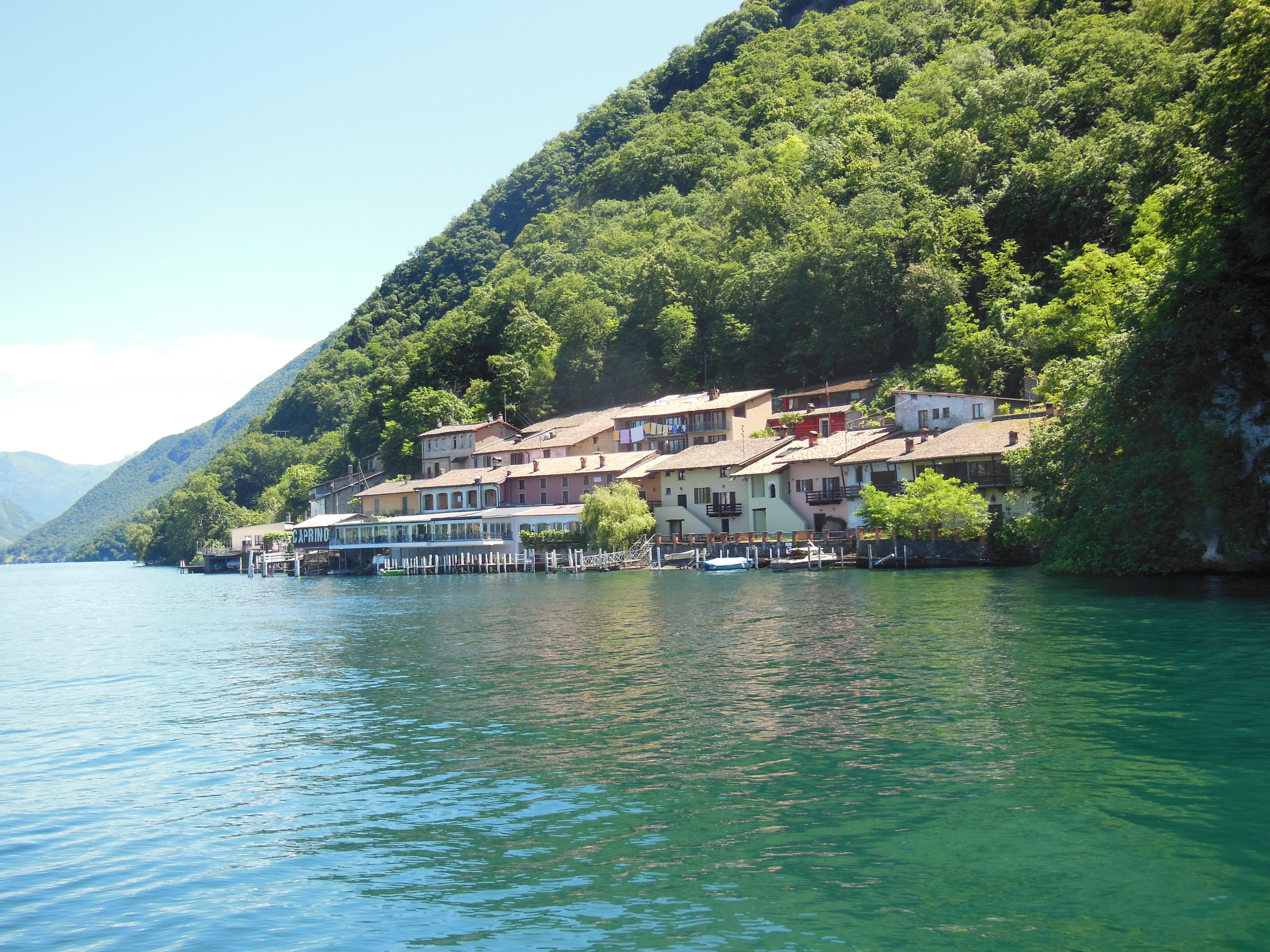
칸티나 디 카프리노(Cantina di Caprino)는 도시의 일부이지만 루가노 호수의 동쪽 해안에 있는 작은 마을이다.

루가노는 루가노 호수의 가장자리에 있으며, 이 호수는 알프스 남쪽의 마조레호와 코모호 사이에 있다. 그것은 몬테 체네리 고개의 남쪽에 있는 티치노주의 일부인 소토체네리의 중심부에 있다.
시내 중심은 카사라테강이 호수로 들어가는 서쪽의 호숫가에 있다. 마을의 해안가는 브레(Brè, 925m)와 산살바토레(San Salvatore , 912m) 산 사이의 만 주위에 초승달 모양을 이룬다.
도시의 역사적 발전으로 인해 상대적으로 먼 교외 지역을 통합했지만, 더 가까운 다른 교외 지역은 독립된 지방 자치 단체로 남겨 두었기 때문에 도시의 경계가 이질적이다. 도시의 크고 인구 밀도가 낮은 부분은 루가노 호수의 동쪽 제방에 있으며 그 호수에 의해 도시와 분리되어 있다. 유사하게, 파라다이소(Paradiso)의 도시 내부에 있지만, 독립적인 지방 자치 단체는 지방 자치 단체와 루가노 호수에 의해 완전히 둘러싸여 있는 거의 영토이다.
1997년 토지 조사에 따르면 2013년 현재 루가노시의 총면적은 32.09k㎡이다. 이 면적 중 3.25k㎡ (10.1%)가 농업 목적으로 사용되는 반면 6.73k㎡ (21.0%)는 삼림으로 사용된다. 나머지 토지 중 4.48k㎡ (14.0%)가 정착(건물 또는 도로), 0.04k㎡ (0.1%)가 강 또는 호수이고 0.12k㎡ (0.4%)는 불모지이다.
건축면적 중 주택과 건물이 9.4%, 교통기반시설이 3.0%를 차지했다. 공원, 녹지대 및 운동장은 1.2%를 구성했다. 산림을 제외한 모든 산림면적은 울창한 산림으로 덮여 있다. 농경지 중 0.5%는 작물 재배에 사용되고 9.4%는 고산 목초지에 사용된다. 시정촌의 거의 모든 물은 호수에 있다.

### 종교
2000년 인구 조사에서 가톨릭 신자는 18,035명(67.9%)이고 스위스 개혁 교회는 1,517명(5.7%)이다. 다른 교회(인구 조사에 등재되지 않음)에 속해 있는 개인은 4,714명(인구의 약 17.75%)이며, 응답하지 않은 개인은 2,294명(인구의 약 8.64%)이다.

### 기후
루가노는 로카르노 및 그로노와 함께 스위스에서 가장 따뜻한 지역 중 하나이다. 쾨펜의 기후 구분에 따르면 루가노는 위도에 비해 드물게 온난 습윤 기후(Cfa)를 가지고 있으며, 7월 평균 기온이 22°C대이기 때문에 아열대 서안 해양성 기후(Cfb)와 밀접하게 접해 있다. 미국 국립 과학 아카데미는 바다와 같은 기후를 고려하고 있지만, 식생은 낙엽 활엽수림이 있는 아열대 지방 출신이다. 비교적 온화한 겨울과 따뜻하고 습한 여름이 특징이다. 매년 평균 98.1일의 비 또는 눈이 내리며 평균 강수량은 1,559mm이다. 가장 습한 달은 5월로 루가노의 평균 강수량은 196mm이며, 연중 가장 건조한 달은 2월로 4.6일 동안 평균 52mm의 강우량이 있다.
스위스 남부의 평야에 위치하고 알프스와 호수로 보호되는 기후는 인수브리아 지역의 전형적인 이탈리아 호수로, 스위스에서 가장 온화한 기후 중 하나이다. 또한 강수량이 많고 기온의 편차가 적다. 루가노는 또한 가장 햇볕이 잘 드는 스위스 도시 중 하나이다. 여름에는 가장 큰 강수량이 예상되며, 대부분의 예보는 적중한다. 겨울 동결 온도는 1월 밤(27일에서 28일 사이)에 더 일반적이지만 낮은 온도가 유지되는 경우는 드물며 매년 발생하지 않는다. 여름의 대부분은 쾌적하지만, 30°C 이상의 따뜻한 날은 평균 약 8일로 드문 일이 아니다.
루가노에서 기록된 최고 온도는 1945년 7월에 기록된 38.0°C이며, 기록된 최저 온도는 1929년 2월에 기록된 –14.0°C이다.
| 루가노의 기후                                                         | 루가노의 기후 | 루가노의 기후 | 루가노의 기후 | 루가노의 기후 | 루가노의 기후 | 루가노의 기후 | 루가노의 기후 | 루가노의 기후 | 루가노의 기후 | 루가노의 기후 | 루가노의 기후 | 루가노의 기후 | 루가노의 기후 |
| 월                                                                    | 1월           | 2월           | 3월           | 4월           | 5월           | 6월           | 7월           | 8월           | 9월           | 10월          | 11월          | 12월          | 연간          |
| --------------------------------------------------------------------- | ------------- | ------------- | ------------- | ------------- | ------------- | ------------- | ------------- | ------------- | ------------- | ------------- | ------------- | ------------- | ------------- |
| 역대 최고 기온 °C (°F)                                                | 23.1 (73.6)   | 25.0 (77.0)   | 27.3 (81.1)   | 31.6 (88.9)   | 32.6 (90.7)   | 36.2 (97.2)   | 38.0 (100.4)  | 36.4 (97.5)   | 36.0 (96.8)   | 28.9 (84.0)   | 22.8 (73.0)   | 21.4 (70.5)   | 38.0 (100.4)  |
| 일평균 최고 기온 °C (°F)                                              | 7.1 (44.8)    | 9.0 (48.2)    | 13.5 (56.3)   | 16.7 (62.1)   | 20.8 (69.4)   | 24.9 (76.8)   | 27.3 (81.1)   | 26.8 (80.2)   | 22.1 (71.8)   | 16.9 (62.4)   | 11.6 (52.9)   | 7.7 (45.9)    | 17.0 (62.6)   |
| 일일 평균 기온 °C (°F)                                                | 3.8 (38.8)    | 5.0 (41.0)    | 8.9 (48.0)    | 12.3 (54.1)   | 16.3 (61.3)   | 20.4 (68.7)   | 22.6 (72.7)   | 22.1 (71.8)   | 17.9 (64.2)   | 13.2 (55.8)   | 8.4 (47.1)    | 4.6 (40.3)    | 13.2 (55.8)   |
| 일평균 최저 기온 °C (°F)                                              | 1.2 (34.2)    | 1.9 (35.4)    | 5.2 (41.4)    | 8.5 (47.3)    | 12.4 (54.3)   | 16.1 (61.0)   | 18.0 (64.4)   | 17.8 (64.0)   | 14.2 (57.6)   | 10.2 (50.4)   | 5.7 (42.3)    | 2.0 (35.6)    | 9.4 (48.9)    |
| 역대 최저 기온 °C (°F)                                                | −12.5 (9.5)   | −20.4 (−4.7)  | −7.0 (19.4)   | −2.7 (27.1)   | 0.5 (32.9)    | 4.2 (39.6)    | 8.0 (46.4)    | 6.5 (43.7)    | 2.0 (35.6)    | −2.4 (27.7)   | −6.0 (21.2)   | −9.6 (14.7)   | −20.4 (−4.7)  |
| 평균 강수량 mm (인치)                                                 | 66 (2.6)      | 61 (2.4)      | 76 (3.0)      | 138 (5.4)     | 178 (7.0)     | 172 (6.8)     | 158 (6.2)     | 158 (6.2)     | 165 (6.5)     | 150 (5.9)     | 167 (6.6)     | 80 (3.1)      | 1,567 (61.7)  |
| 평균 강설량 cm (인치)                                                 | 6 (2.4)       | 5 (2.0)       | 2 (0.8)       | 0 (0)         | 0 (0)         | 0 (0)         | 0 (0)         | 0 (0)         | 0 (0)         | 0 (0)         | 0 (0)         | 9 (3.5)       | 22 (8.7)      |
| 평균 강수일수 (≥ 1.0 mm)                                              | 5.3           | 5.0           | 6.3           | 9.9           | 11.6          | 10.1          | 8.2           | 9.6           | 8.7           | 9.2           | 9.3           | 6.3           | 99.5          |
| 평균 강설일수 (≥ 1.0 cm)                                              | 0.8           | 1.0           | 0.3           | 0.0           | 0.0           | 0.0           | 0.0           | 0.0           | 0.0           | 0.0           | 0.2           | 1.2           | 3.5           |
| 평균 상대 습도 (%)                                                    | 70            | 66            | 62            | 66            | 69            | 68            | 66            | 69            | 72            | 78            | 74            | 70            | 69            |
| 평균 월간 일조시간                                                    | 124           | 142           | 192           | 182           | 200           | 229           | 260           | 245           | 192           | 141           | 105           | 107           | 2,120         |
| 가능 일조율                                                           | 56            | 57            | 57            | 51            | 51            | 59            | 66            | 65            | 57            | 48            | 46            | 53            | 56            |
| 출처 1: 스위스 연방 기상청 (평년값: 1991년~2020년, 극값: 1901년~현재) |               |               |               |               |               |               |               |               |               |               |               |               |               |
| 출처 2: 네덜란드 왕립 기상연구소                                      |               |               |               |               |               |               |               |               |               |               |               |               |               |

## 인구통계
2020년 12월을 기준으로 루가노의 인구는 62,315명이므로 주에서 가장 큰 도시이다. 인구는 이탈리아어를 사용하며 주로 가톨릭 신자이다. 1972년 Brè-Aldesago 및 카스타뇰라의 지자체와 통합에 이어, 2004년 확장은 두 번째로 큰 확장이었다. 2015년 기준으로 인구의 38.1%가 스위스 시민권을 보유하지 않고 있으며, 14,778명(인구의 23.2%)이 이탈리아에서 태어났다. 2013년 스위스 인구(61.6%, 41,392명) 중 24.3%(16,349명)가 루가네시, 21.7%(14,585명)가 티치노주, 15.6%(10,458명)가 기타 주 출신이다.
이 도시의 경제는 약 38,000개의 일자리를 제공하며, 그중 3분의 1 이상이 국경을 넘어 통근하는 사람들이 차지하고 있다. 비즈니스, 관광 및 금융은 지역 경제의 중추를 구성한다. 2000년에 3차 부문은 루가노에서 전체 일자리의 90%를 제공했으며, 그중 75%는 통근자들이 차지했으며 그중 많은 수가 이웃 이탈리아에서 통근했다. (활동 노동 인구의 약 13%) 같은 해에 세입은 CHF 1억 4백만에 이르렀고 그중 CHF 59백만은 은행 부문에 귀속되었다. 이 도시는 취리히와 제네바에 이어 스위스에서 세 번째로 큰 은행 중심지이다. 루가노는 재정적 강점 덕분에 지역 간 재정 평준화와 관련하여 평준화 기금에 크게 기여한다.

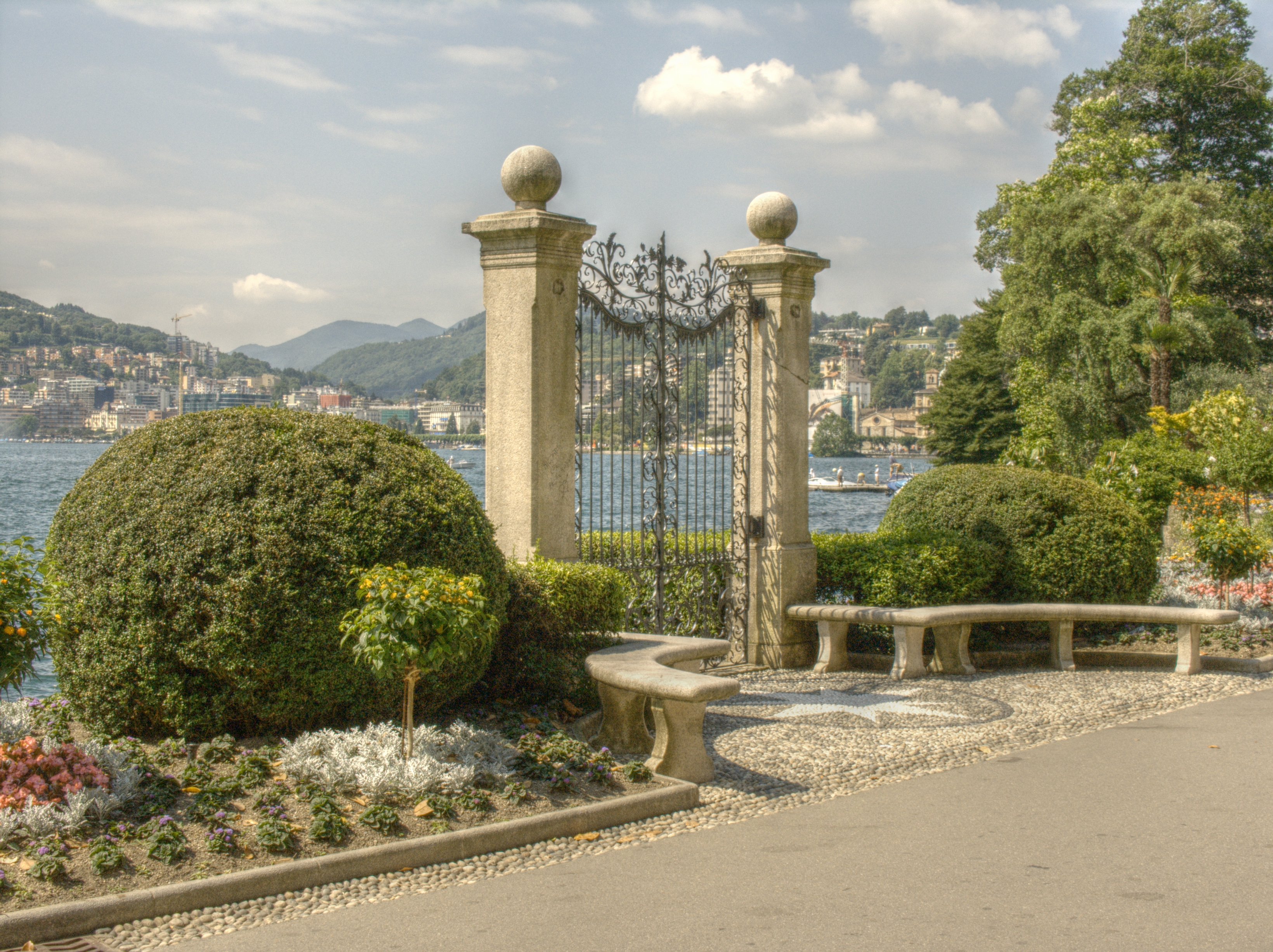
루가노 치아니 공원

1997년과 2007년 사이에 인구는 6.9%의 비율로 변했다. 2000년 기준, 인구 대부분은 이탈리아어 (80.3%)를 사용하며 독일어가 두 번째로 많이 사용(7.1%)되고 세르바아-크로아티아어가 세 번째(2.7%)로 사용된다. 2000년을 기준으로 스위스의 공용어 중 이탈리아어 20,998명, 독일어 1,855명, 프랑스어 597명, 로만슈어 39명을 사용한다. 나머지(3,071명)는 다른 언어를 사용한다.
2008년 기준으로 인구의 성별 분포는 남성 47.1%, 여성 52.9%이다. 인구는 15,457명의 스위스 남성(인구의 28.1%)과 10,461명(19.0%)의 비스위스계 남성으로 구성되었다. 스위스 여성은 19,417명(35.3%), 비스위스계 여성은 9,725명(17.7%)이었다.
2008년에는 스위스 시민이 318명, 비스위스계 시민이 190명이었고, 같은 기간에 스위스 시민이 351명, 비스위스계 시민이 92명 사망했다. 이민과 이민을 무시하면, 스위스 시민의 인구는 33명 감소했고, 외국인 인구는 98명 증가했다. 스위스에서 이주한 스위스 남성은 7명, 여성은 3명이었다. 동시에 다른 나라에서 스위스로 이주한 비스위스계 남성 672명과 비스위스계 여성 556명이 있었다. 2008년 전체 스위스 인구 변화(시 경계를 넘는 이동을 포함한 모든 출처에서)는 197명이 증가했고 비스위스계 인구 변화는 706명이 증가했다. 이는 1.7%의 인구 증가율을 나타낸다.
2009년 현재 루가노의 연령 분포는 다음과 같다. 4,666명(인구의 8.5%)이 0~9세이고 5,013명(9.1%(9.1%) 10~19세)이 있다. 성인 인구 중 6,270명(인구의 11.4%(20~29세))이 있다. 8,267명(15.0%)는 30세에서 39세 사이, 9,113명(16.6%)는 40세에서 49세 사이, 6,844명(12.4%)가 50세에서 59세 사이이다. 고령자 분포는 6,459명(11.76%) 사이이다. 69세는 4,947명(70~79세)이 9.0%, 80세 이상은 3,481명(6.3%)이다.

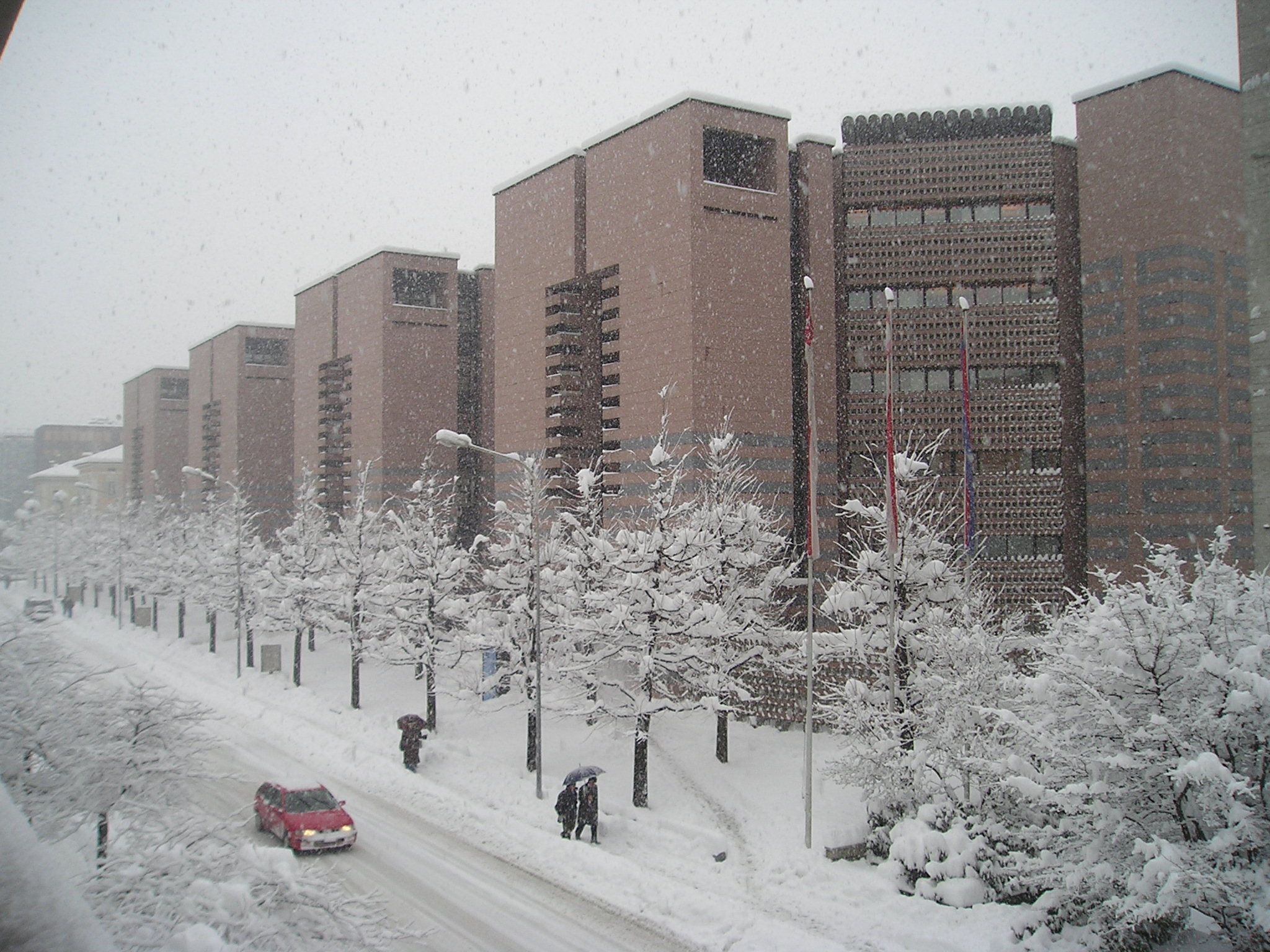
루가노 BSI 빌딩

2000년 기준으로 거실당 평균 거주자 수는 0.61명으로 주 평균 0.6명과 거의 같다. 이 경우 방은 일반 침실, 식당, 거실, 주방 및 거주 가능한 지하실 및 다락방과 같이 최소 4㎡의 주택 단위 공간으로 정의된다. 전체 가구의 약 19.1%가 자가 점유 또는 임대료를 지불하지 않았다. (모기지 또는 임대 계약이 있을 수 있음)
2000년 기준으로 시정촌의 개인가구는 23,168세대로 가구당 평균 2명이다. 2000년에는 총 2,372개의 주거용 건물 중 489호(전체의 20.6%)가 단독 주택이었다. 2세대(9.0%)가 214채, 다가구(44.1%)가 1,046채였다. 또한 시정촌에는 다목적 건물(주거 및 상업용 또는 기타 목적으로 사용)인 623개의 건물이 있었다.
2008년 시정촌 공실률은 0.64%였다. 2000년에는 16,333개의 아파트가 시정촌에 있었다. 가장 흔한 아파트 규모는 방 3개짜리 아파트로 5,398호였다. 1인실 아파트는 1,811채, 5실 이상 아파트는 2,019채였다. 이 중 상시 입주가 가능한 아파트는 13,342채(전체의 81.7%), 비수기인 경우는 2,485채(15.2%), 공실은 506채(3.1%)였다. 2007 년 기준 신규주택 건설률은 인구 1000명당 3.3세대였다.
2003년 기준으로 루가노의 평균 아파트 임대료는 월 1073.49 스위스 프랑 (CHF)이었다(2003년부터 US$860, £480, €690). 원룸 아파트의 평균 가격은 623.12 CHF(US$500, £280, €400)였고, 투룸 아파트는 약 809.81 CHF(US$650, £360, €520), 1030.53 CHF(US$820, £460, €660) 및 6개 이상의 방 아파트 비용은 평균 1890.13 CHF(US$1510, £850, €1210)이다. 루가노의 평균 아파트 가격은 전국 평균 1116CHF의 96.2%였다.

### 과거 인구 통계
원래 도시인 루가노(1972년 이후 추가된 시정촌 제외)의 인구는 이 차트에 나와 있다.

## 경제
2007년 기준, 루가노의 실업률은 5.59%이다. 2005년 기준으로 1차 경제 부문에 77명이 고용되어 있으며, 이 부문에 약 28개 기업이 참여하고 있다. 3,520명이 2차 부문에 고용되었고, 이 부문에 420개의 기업이 있었다. 33,601명이 3차 부문에 고용되었으며, 이 부문에 3,877개의 기업이 있다. 시정촌 주민은 12,191명으로 일정 정도 고용되었으며, 그중 여성이 전체 노동력의 45.9%를 차지했다.

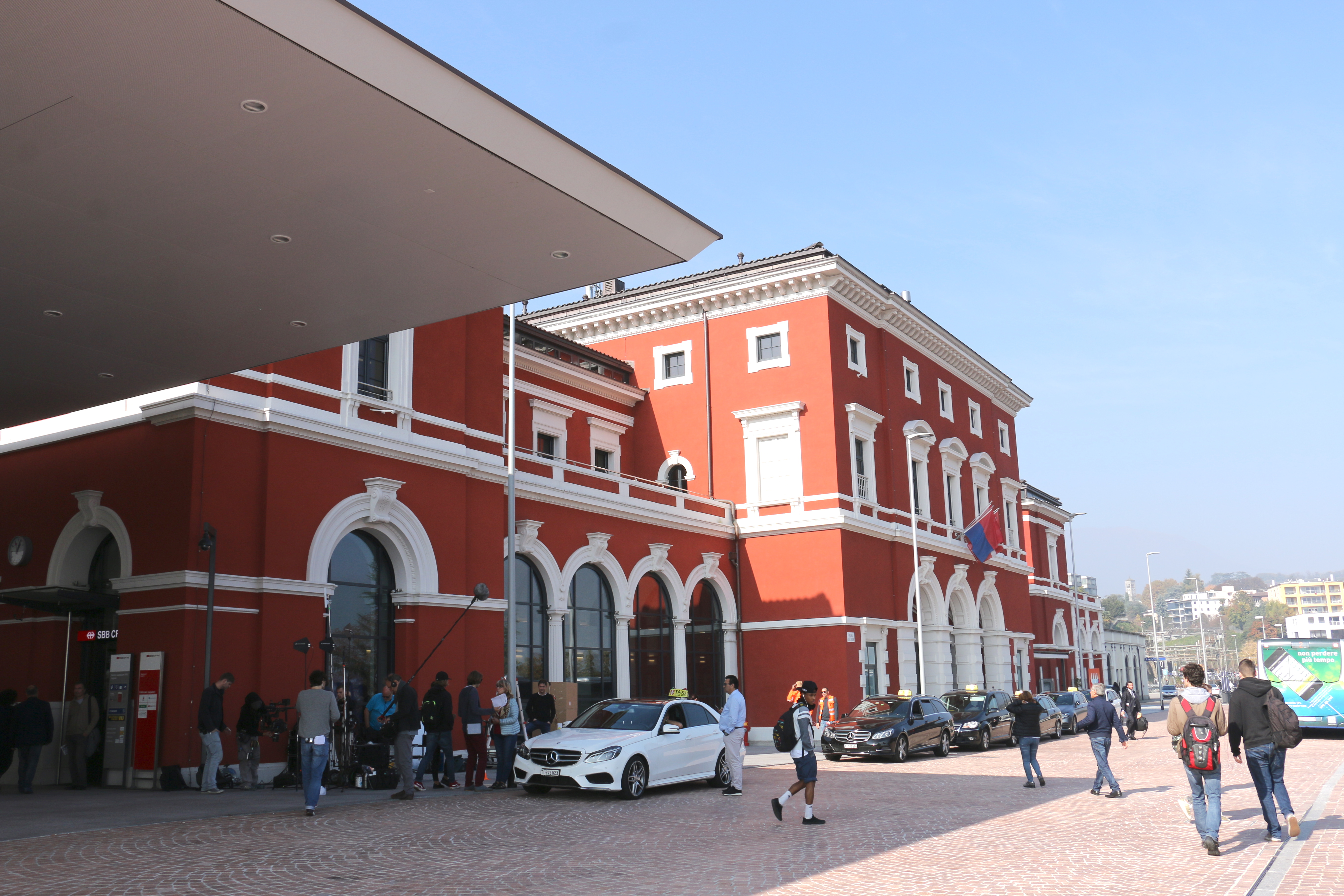
루가노역 (2017)

2000년 기준으로 자치단체로 통근하는 근로자는 28,174명, 외부 출퇴근자는 3,994명이었다. 루가노는 이 지역의 경제 중심지이며 떠날 때마다 약 7.1명의 근로자를 지방 자치 단체로 끌어들인다. 루가노에 들어오는 노동력의 약 12.4%는 스위스 외부에서 오고, 현지인의 1.6%는 일을 위해 스위스에서 출퇴근한다. 근로 인구의 15.2%는 대중교통을 이용하여 출퇴근하고 44.6%는 자가용을 이용하였다.
2009년 기준으로 루가노에는 총 1,584개의 객실과 2,889개의 침대가 있는 43개의 호텔이 있다.
2014년 1월부터 에티하드 레기오날(Etihad Regional)이라는 브랜드 이름으로 운영되는 항공사 다윈 항공은 루가노 근처 아그노의 루가노 공항 부지에 본사를 두고 있다.

## 교육

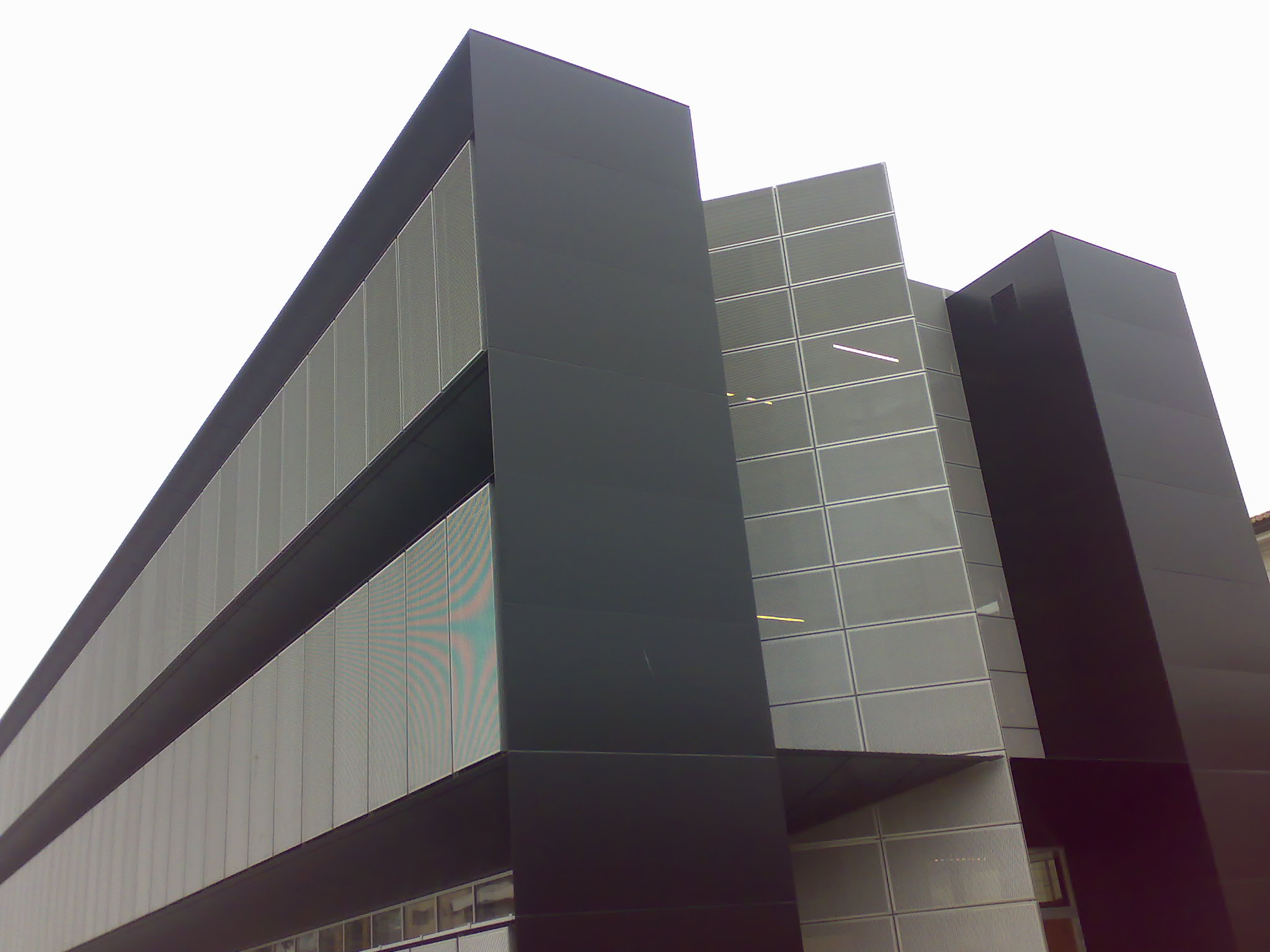
루가노 대학교 (USI), 정보공학 건물

루가노에서는 인구의 약 63.7%(25-64세)가 비필수 고등교육 또는 추가 고등교육(대학 또는 응용학문대학)을 완료했다.
2009년 기준, 루가노에는 총 7,931명의 학생이 있었다. 티치노주의 교육 시스템은 최대 3년의 비필수 유치원을 제공하며 루가노에는 1,356명의 어린이가 유치원에 다녔다. 초등학교 프로그램은 5년 동안 지속되며 표준 학교와 특수학교가 모두 포함된다. 시정촌에서는 2,280명의 학생이 일반 초등학교에 다녔고 129명의 학생이 특수학교에 다녔다. 중학교 시스템에서 학생들은 2년 중학교에 다니고 2년 예비 견습 과정을 거치거나 고등 교육을 준비하기 위해 4년 프로그램에 참석한다. 중학교 2년제 1,932명, 예비 47명, 4년제 884명이다.
상위 중등학교에는 여러 옵션이 있지만, 상위 중등 프로그램이 끝나면 학생은 직업을 찾거나 대학에 진학할 준비가 된다. 티치노에서 직업 학생은 인턴십 또는 견습 과정(3년 또는 4년 소요)을 진행하는 동안 학교에 다니거나 인턴십 또는 견습 기간(풀타임 학생으로 1년 또는 1년 반이 소요됨)을 거쳐 학교에 다닐 수 있다. 파트타임 학생으로 2년) 전일제 학생은 492명, 파트타임 학생은 722명이었다.
전문 프로그램은 3년 동안 진행되며 공학, 간호, 컴퓨터 과학, 비즈니스, 관광 및 이와 유사한 분야의 직업을 위해 학생을 준비시킨다. 전문 프로그램에는 89명의 학생이 있었다. 2000년 기준으로 루가노에는 다른 시정촌에서 온 학생이 3,537명, 시외 학교에 다니는 주민은 887명이다. 루가노에는 2개의 도서관이 있다. 이러한 라이브러리에는 다음이 포함된다. Biblioteca universitaria di 루가노 및 Biblioteca cantonale 루가노. 도서관에는 총 448,811권 (2008년 기준)이 있으며, 같은 해에 총 51,740권이 대출되었다.
루가노에 있는 스비제라 이탈리아나 대학 본부(Università della Svizzera)는 멘드리시오에 있는 건축학부와 함께 6개의 학부 중 5개가 있다. 1909년에 지어진 본관은 원래 루가노의 병원이었으며 1996년부터 대학 본거지가 되었다. 그 후 몇 년 동안 몇몇 건물이 증축되어, 강 맞은 편의 비가넬로(Viganello)라는 코뮌까지 확장하여 본부를 풍요롭게 했다. 실제로 강 서쪽에 있는 오래된 건물의 영역을 서캠퍼스(West Campus)라고 하는 반면, 강 건너편에 있는 최신 건물(2021년 이후 활성)을 동캠퍼스(East Campus)라고 한다. 이곳에는 스위스 남부에 위치한 USI 대학교와 응용과학 대학교가 있다.
루가노의 일부 대학은 다음과 같다.
- 이탈리아 스위스 대학(Università della Svizzera Italiana, USI): 이 스위스 대학은 "이탈리아 스위스 대학"으로 번역되며 6개 학부로 구성되어 있다. 정보 학부, 경제 학부, 커뮤니케이션 학부, 문화 및 사회 학부, 의생명 과학 학부, 신학부 및 건축 아카데미(멘드리시오에 기반)
- 스위스 굴립 슈퍼컴퓨터 센터(Swiss National Supercomputing Center): 고성능 컴퓨팅에 중점을 둔 ETH 취리히의 자치적인 유닛.
- Dalle Molle 인공 지능 연구소 (IDSIA): 이탈리아 스위스 대학과 SUPSI와 제휴한 비영리 지향 인공지능 연구 기관이다.
- Franklin University Switzerland : 미국과 스위스에서 공인한 리버럴 아츠 칼리지.
- 스위스의 미국 학교 : 국제 중등학교.
- SUPSI : 남부 스위스의 응용과학 및 예술 대학.

## 관광
루가노는 스위스에서 가장 인기 있는 관광지 중 하나이다. 이 마을에는 많은 역사 건물과 박물관이 있으며 주변 지역에는 많은 자연경관이 있다.
루가노 호수와 주변 산은 모두 다양한 야외 활동을 제공한다. 루가노 주변 지역은 300km가 넘는 산악자전거 도로가 있는 곳으로 스위스에서 가장 큰 산책로이다.

### 국가중요문화재
루가노에는 국가적으로 중요한 스위스 유산의 일부인 17개의 유적지가 있다. 루가노 마을, Barbengo, Brè, Gandria 및 Biogno 지구, Cantine di Gandria 및 Castagnola 유적지는 모두 스위스 유산 목록의 일부이다.

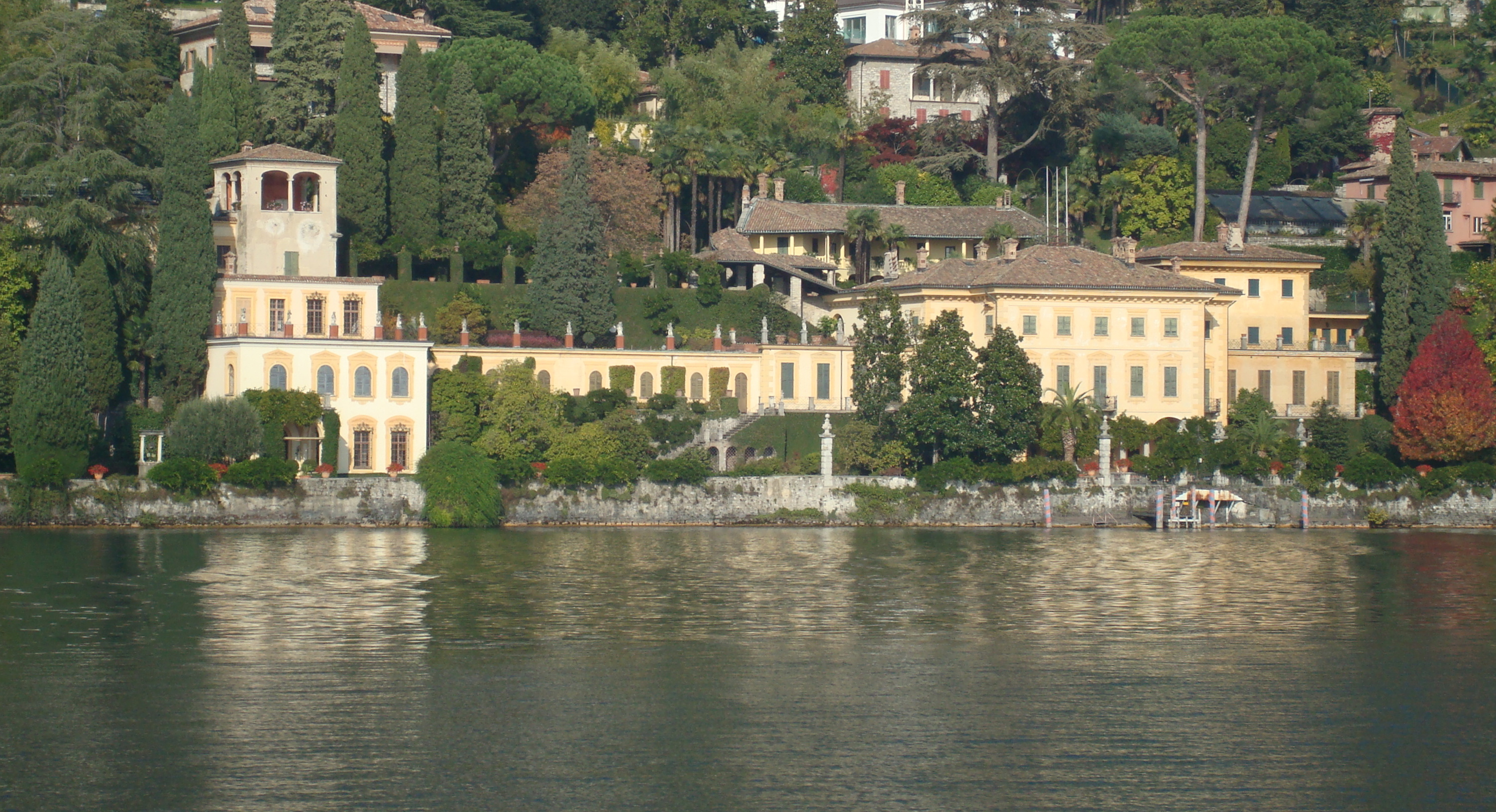
루가노의 빌라 파보리타

국가적으로 중요한 유산에는 아래의 두 개의 도서관을 포함하여
- 주립 도서관 (Biblioteca Cantonale)
- 살리타 데이 프라티 도서관 (Biblioteca Salita dei Frati)
- 스위스 국립 기록 보관소(Fonoteca nazionale svizzera)가 있다.

세 개의 교회에는 다음과 같은 것들이 있다.
- 산 로렌조 대성당 (Cathedral of San Lorenzo)
- 산타 마리아 델리 안지올리 교회 (Church of Santa Maria degli Angioli)
- 산 로코 교회 (Church of San Rocco)

3개의 박물관에는 다음과 같은 것들이 있다.
- 주립 미술관 (Museo Cantonale d'Arte)
- 루가노 주립 자연사 박물관 (Museo cantonale di storia naturale di Lugano)
- 시립 박물관이 있는 Villa Ciani 복합 단지

트레바노 길에 있는 묘지 단지와 RTSI(Radiotelevisione Svizzera di lingua italiana) 이탈리아어 방송 시설도 그중 하나이다. 나머지 유적도 도시 전체에 걸쳐 주목할만한 주택이다. 여기에는 다음이 포함된다. 종교개혁 광장의 팔라초 시비코(Palazzo civico), 비아 피오다(via Pioda)의 팔라초 e 시네마 코르소(Palazzo e Cinema Corso), 비아 프란체스코 소아베(Francesco Soave)의 팔라초 리바(Palazzo Riva), 비아 마시밀리아노 마가티(Via Massimiliano Magatti)의 팔라초 리바, 비아 프레토리오 7번지의 카스타뇰라의 빌라 파보리타(Villa Favorita) (Via는 길, 도로, 가)

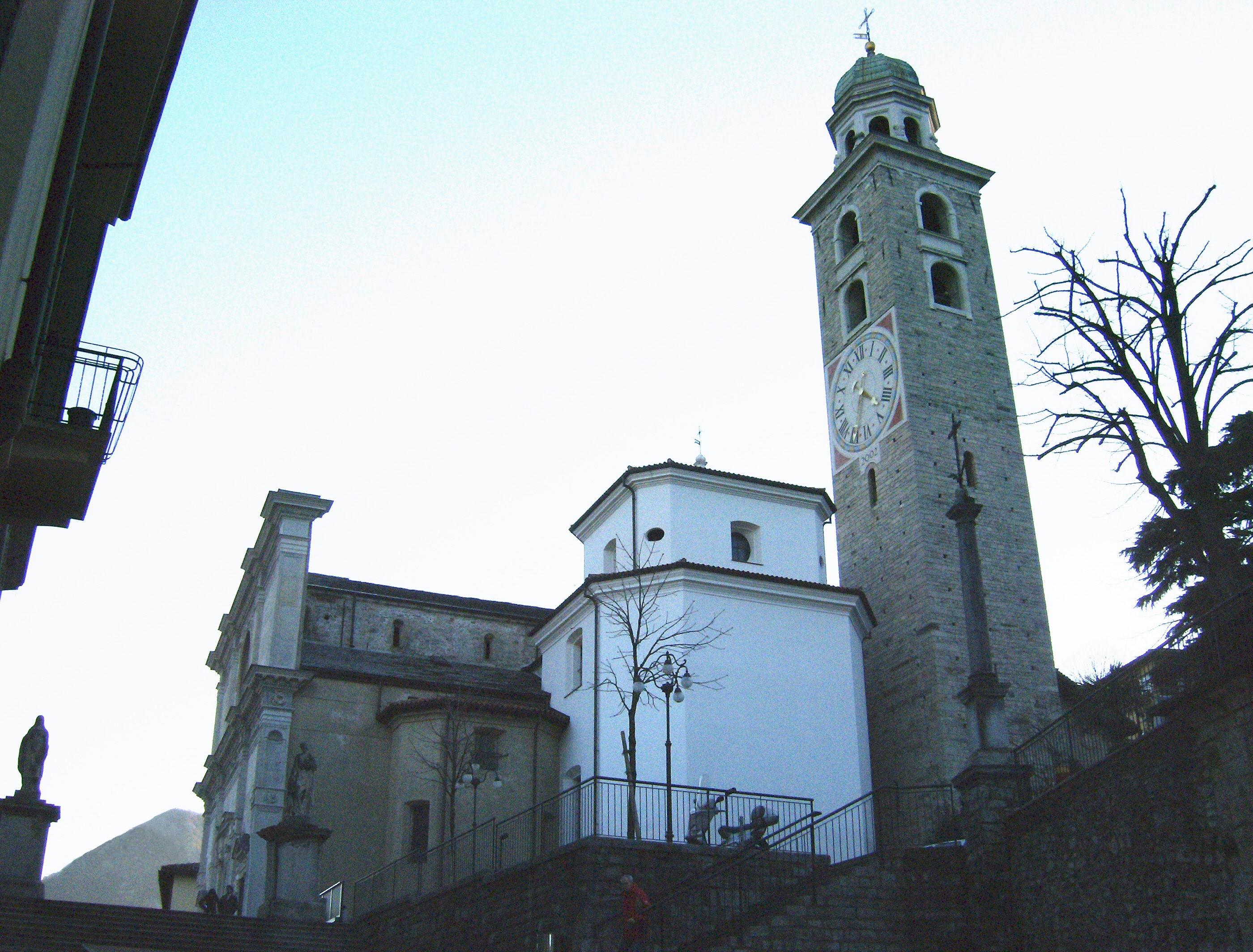
산로렌조 성당
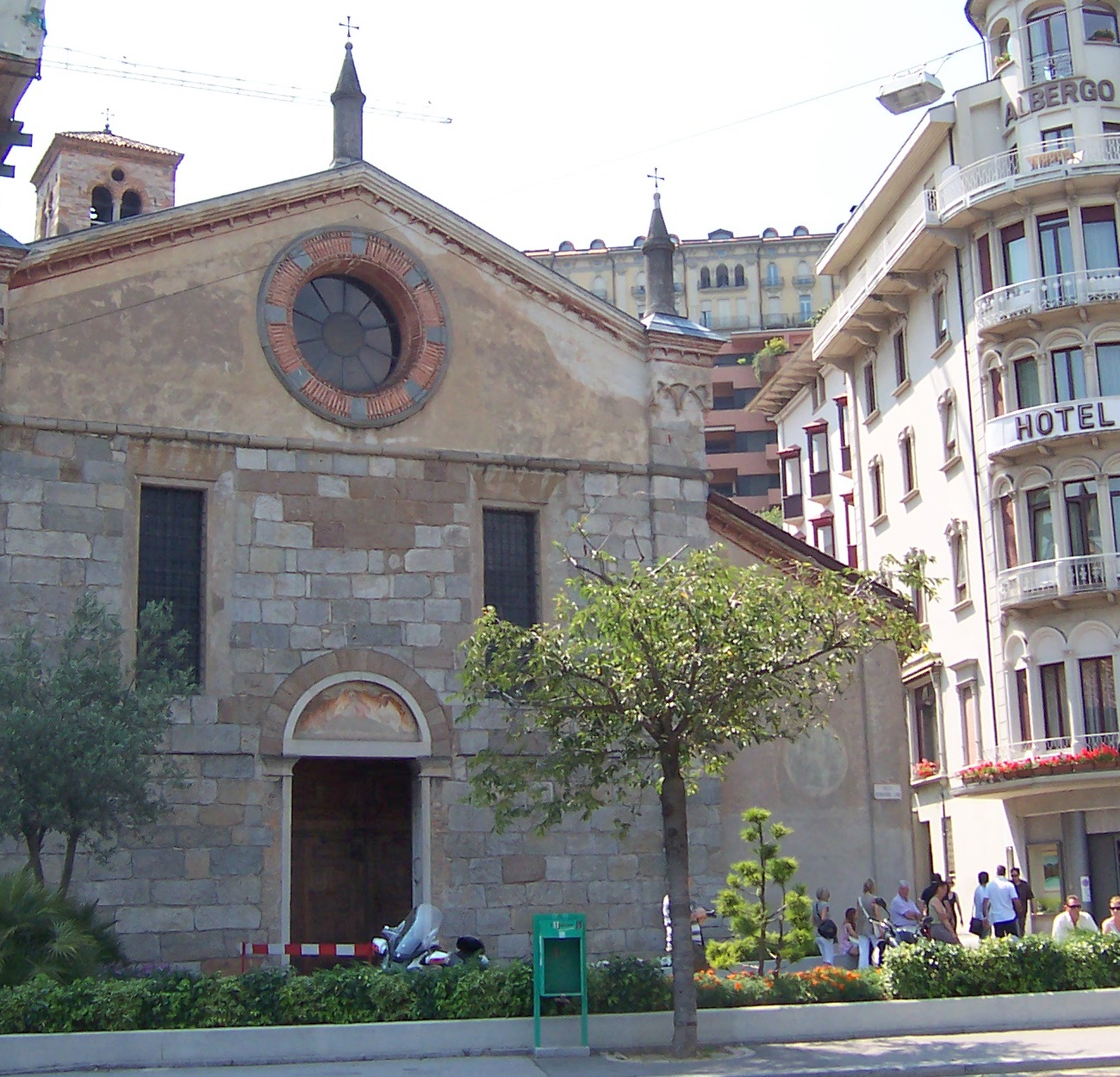
산타 마리아 델리 안지올리 교회
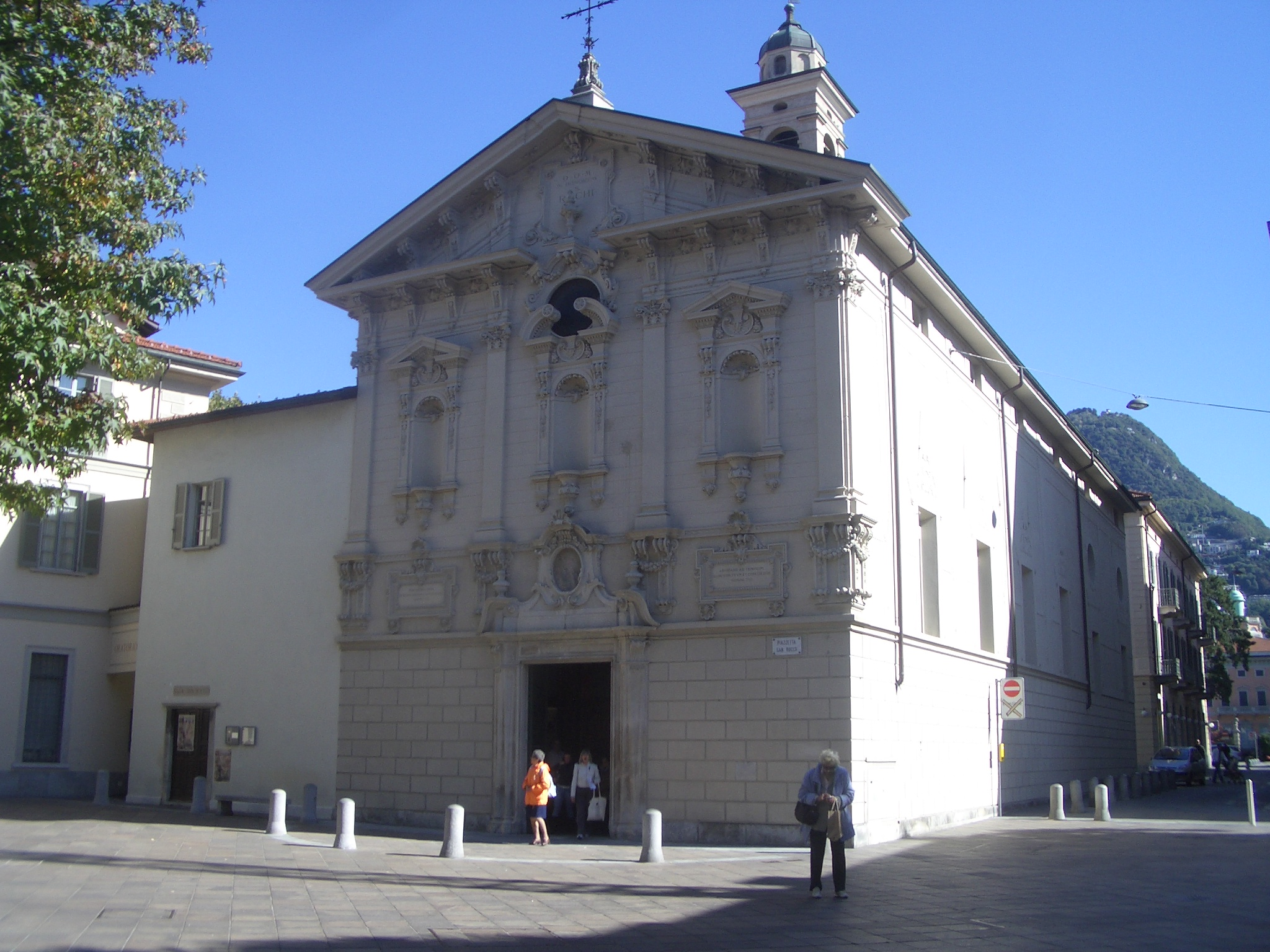
산 로코코 교회
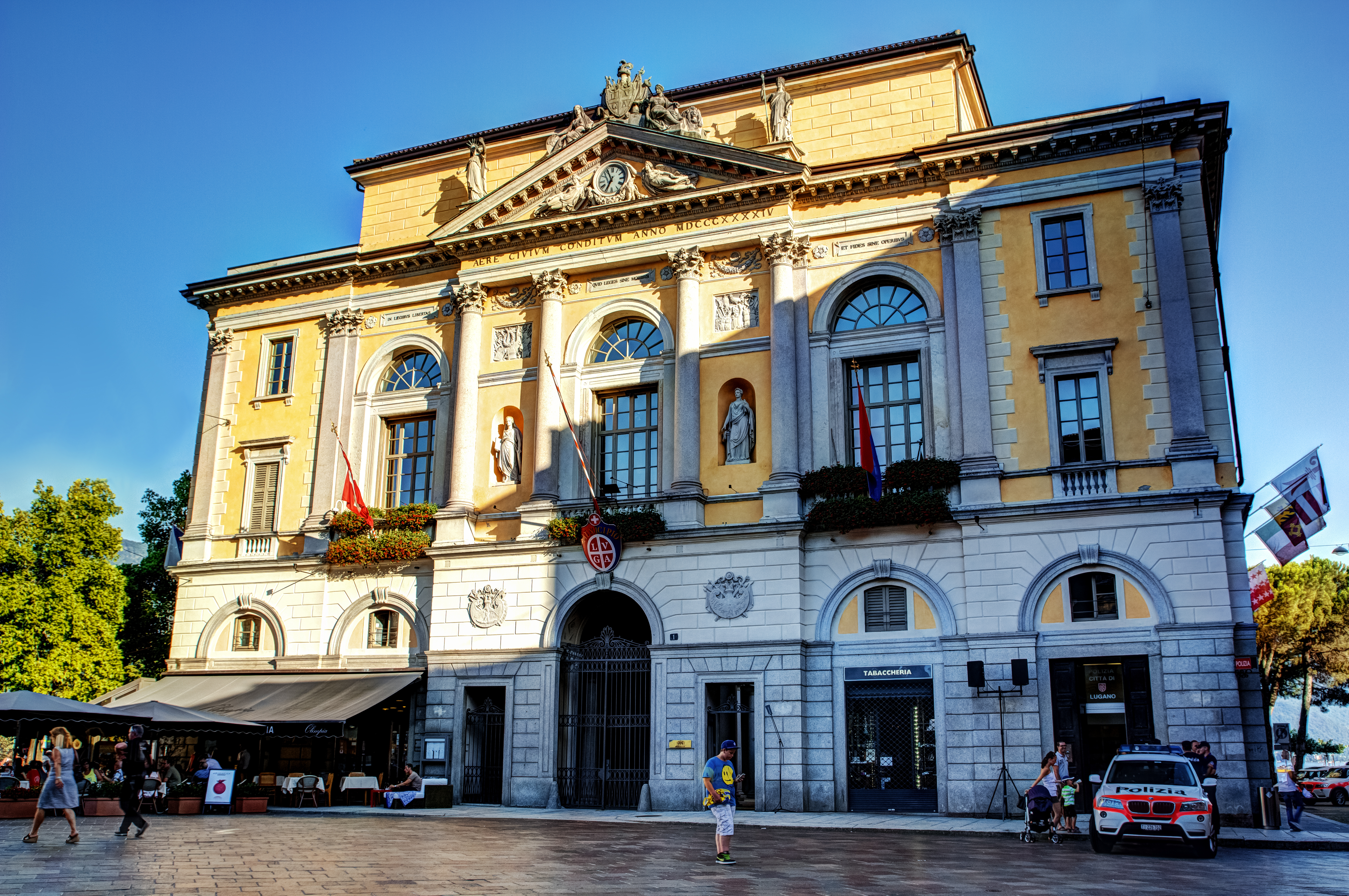
시청(Palazzo Civico)
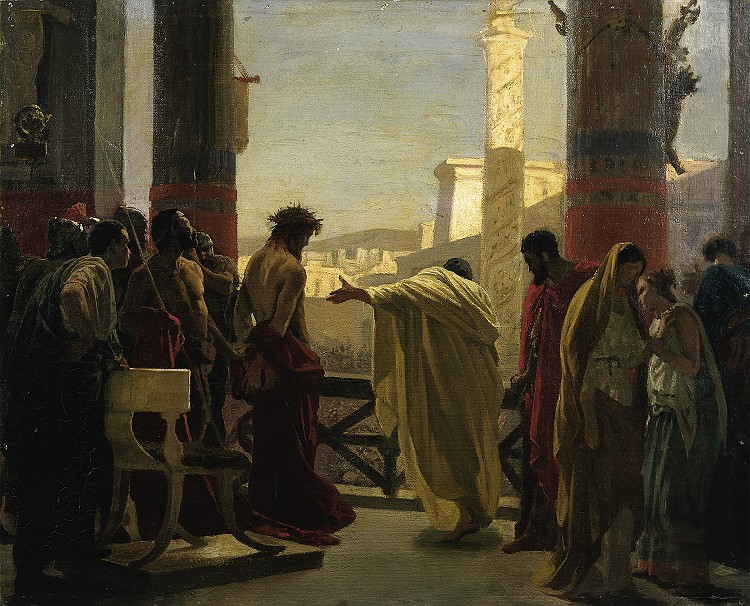
MASI(이탈리아 스위스 미술관)의 에케 호모 스케치
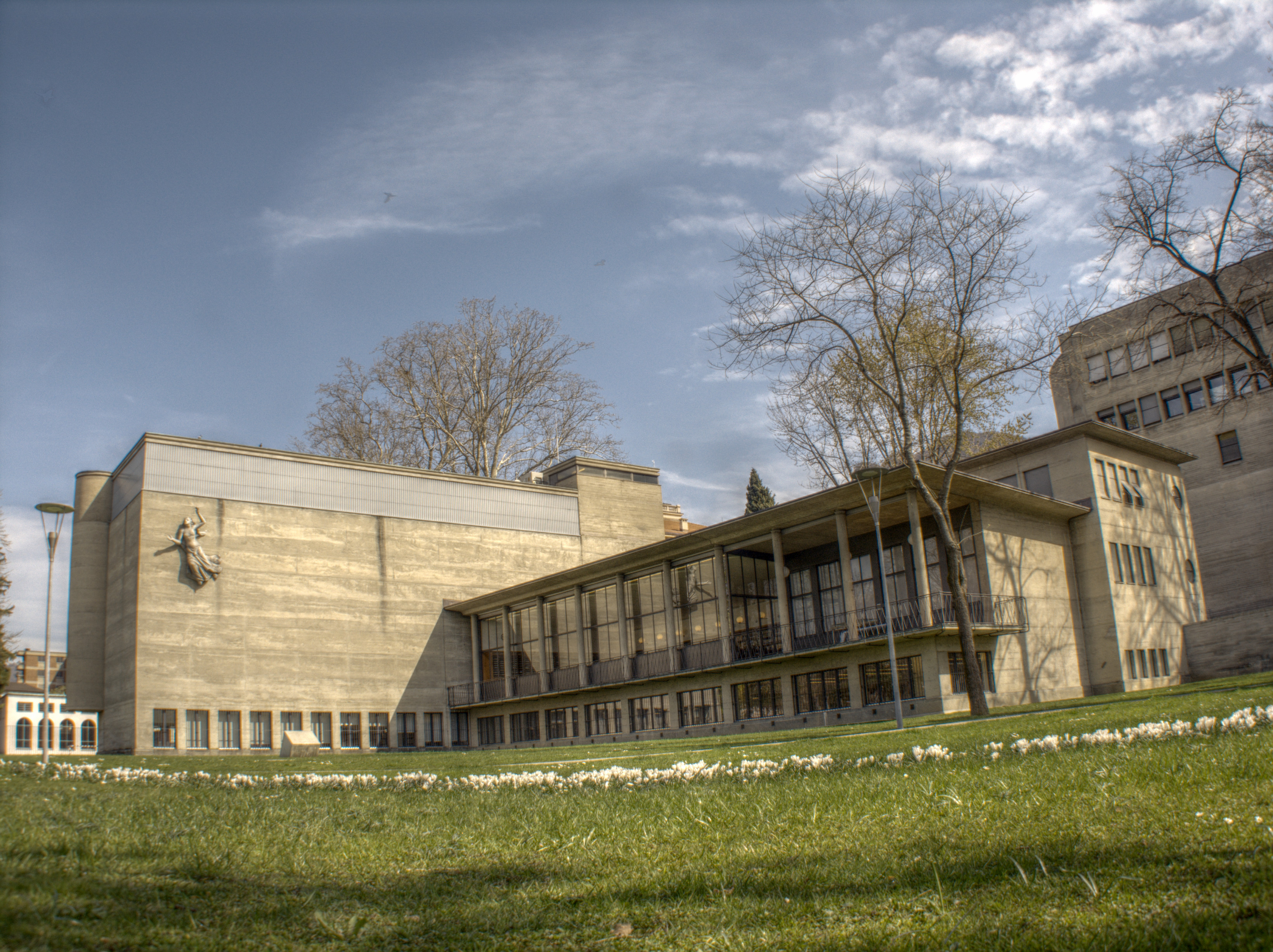
주립도서관

### 자연

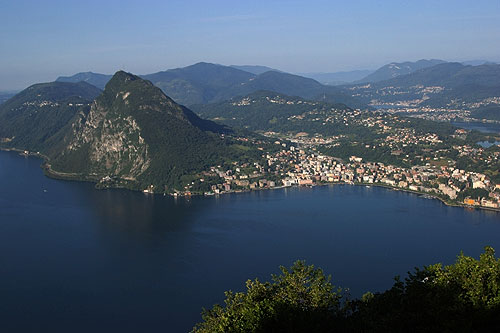
브레산에서 본 루가노와 산 살바토레산

루가노에서 가장 인기 있는 여행지는 루가노 호수이다. 호수의 크기는 48.7k㎡이며, 그중 63%가 스위스에, 37%가 이탈리아에 있다. 평균 너비는 약 1km이고, 가장 넓은 곳은 거의 3km이다. 호수의 최대 깊이는 279m이다. 물은 일반적으로 19.5° ~ 24.0°C 범위의 여름 평균 수온으로 따뜻하다.
여러 회사가 호수에서 관광 보트 서비스를 제공한다. 인기 있는 여행은 보트를 타고 그림 같은 호숫가 마을 간드리아로 가는 것이다. 또한 호수를 따라 수많은 조선소, 수상 택시, 보트 대여 장소, 계류 시설을 제공하는 호텔 및 레스토랑이 있다. 호수 목욕은 스위스 해안을 따라 위치한 50여 곳의 목욕 시설에서 허용된다.
호수 외에도 루가노는 산으로 둘러싸여 있어 스포츠나 관광을 즐길 수 있는 다양한 기회를 제공한다. 마을과 호수의 멋진 전망을 제공하는 두 개의 산이 마을의 해안가 양쪽 끝을 둘러싸고 있다. 북쪽에 있는 몬테 브레(Monte Brè, 933m)는 스위스에서 가장 햇볕이 잘 드는 곳으로 알려져 있으며 오래된 마을인 브레(Brè)가 있는 곳이기도 하다. 남쪽에 있는 몬테 산 살바토레 (912m)에는 정상 꼭대기에 오래된 교회와 박물관이 있다. 두 산 모두 푸니쿨라 철도로 접근할 수 있으며, 이 철도는 자주 운행하는 시내버스나 자동차로 쉽게 접근할 수 있다.

산 조르조(San Giorgio) 산에서 본 루가노 호수

약간 더 멀리 떨어진 곳에 몬테 제네로소(1,704m)가 있으며, 루가노, 코모 및 마조레 호수와 마테호른에서 베르니나산맥까지의 알프스, 롬바르디아 평원, 맑은 날에는 밀라노의 도시까지 볼 수 있다. 정상은 SNL 보트 또는 철도 열차를 타고 카폴라고(Capolago)로 이동한 다음 몬테 제네로소 철도의 랙 철도 열차로 갈아타면 도달할 수 있다.

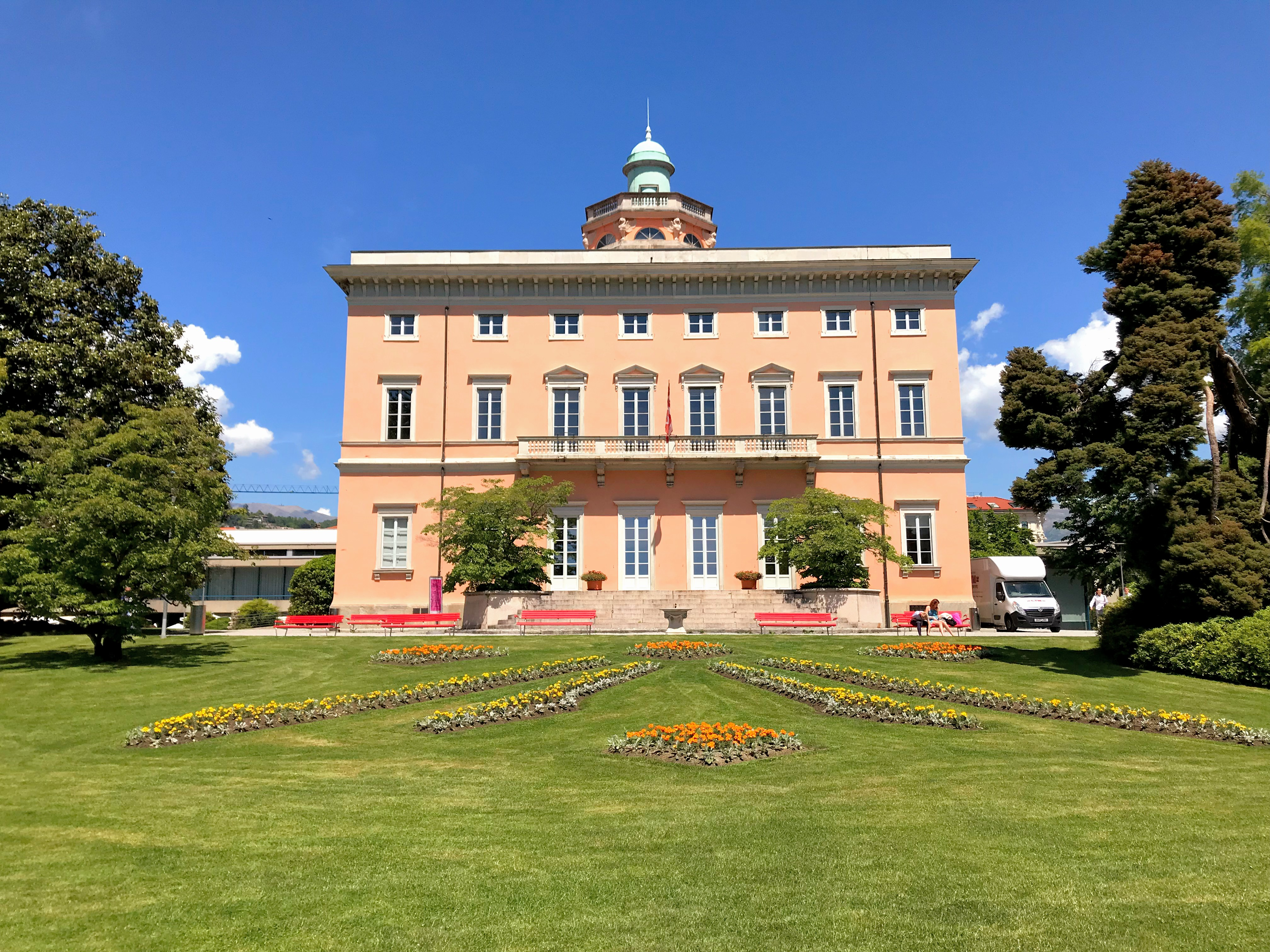
빌라 치아니

### 건축물

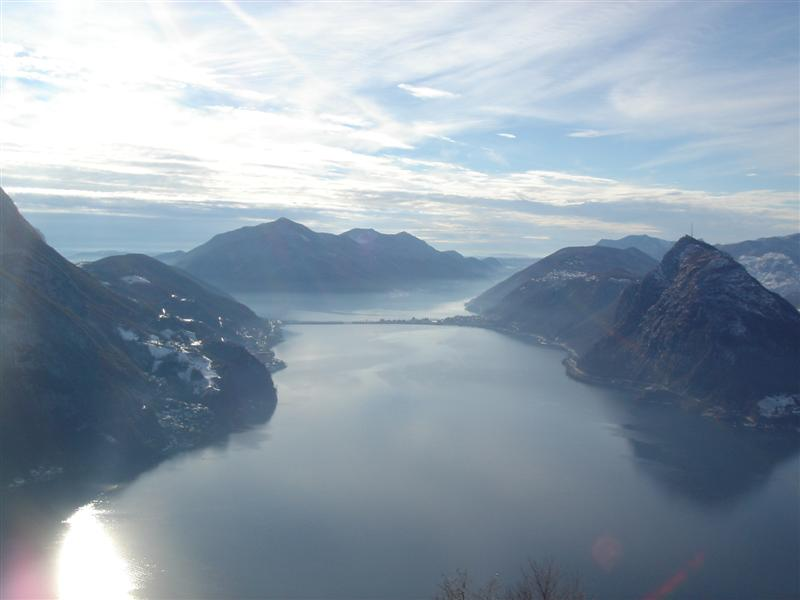
브레 산에서 본 루가노 호수

- 세인트 로렌스 대성당 (9세기 및 15세기)
- 베르나르디노 루이니의 그리스도 수난 프레스코가 있는 천사 교회의 성모 마리아(16세기)
- 시민 공원 - 빌라 치아니 (Villa Ciani)
- 종교개혁 광장 (Piazza della Riforma)
- 빌라 파보리타 (Villa Favorita)
- 산 로코 교회 (San Rocco Church)

### 박물관
- LAC(Lugano Art and Culture), 시각 예술, 음악 및 공연 예술 전용 문화 센터
- 문화 박물관 (Museo delle Culture)
- MASI(남스위스 미술관)
- 재단 알리지 사수와 헬레니타 올리바레스
- 역사 박물관
- 주립 자연사 박물관
- 스위스 관세 박물관
- 시립 미술관
- 빌헬름 슈미트 박물관
- 헤르만 헤세 박물관
- 알프로스 초콜릿 박물관(초코랜드)
- 스위스 국립 사운드 아카이브

## 교통

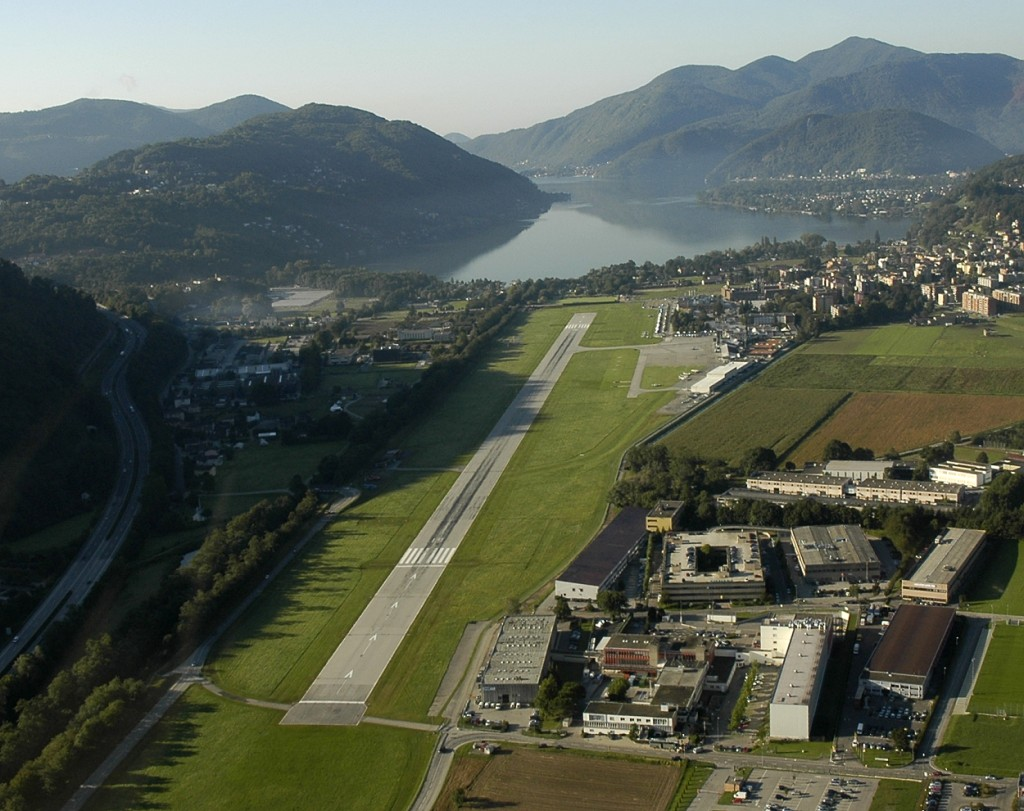
공중에서 본 루가노 공항

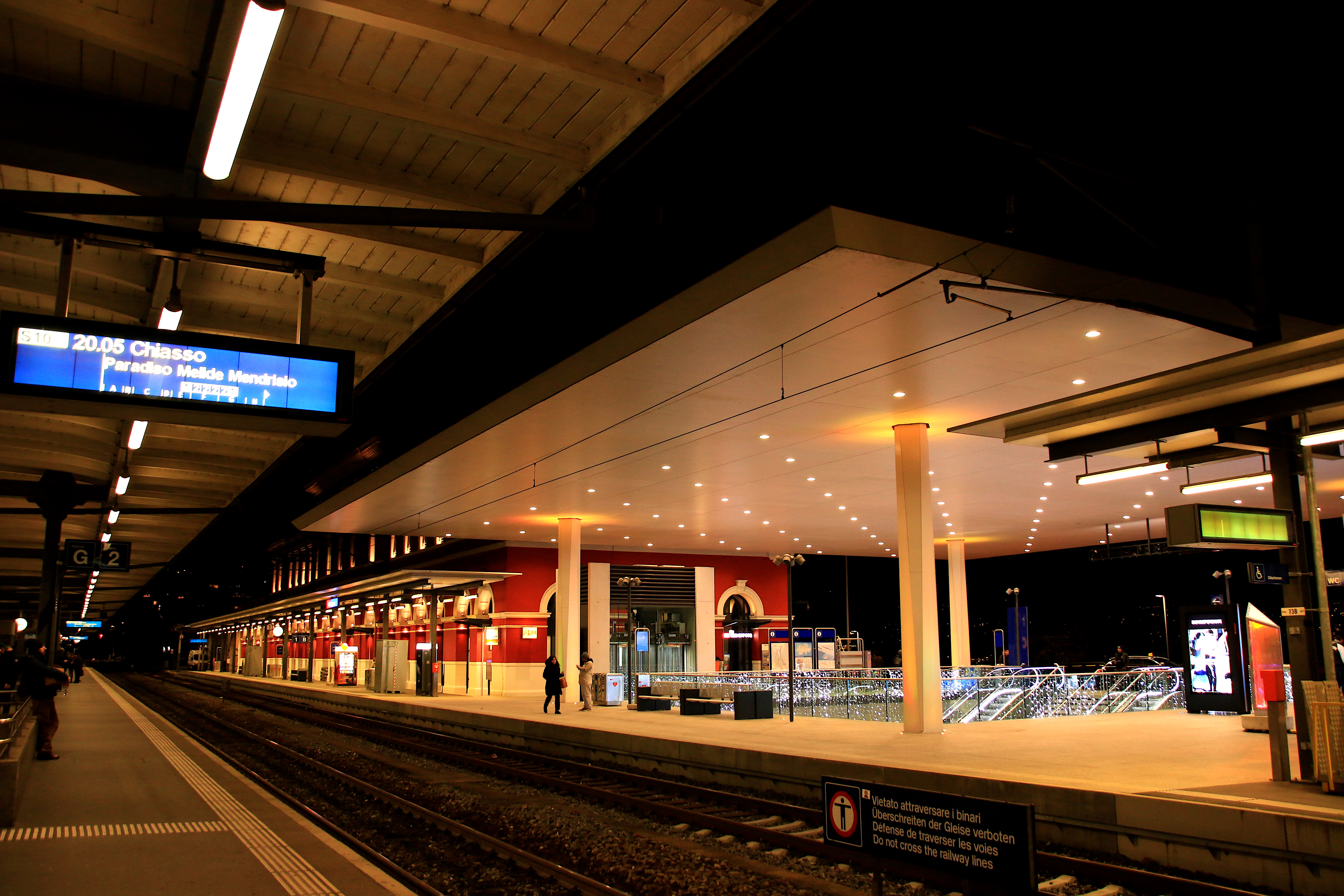
루가노역 야경

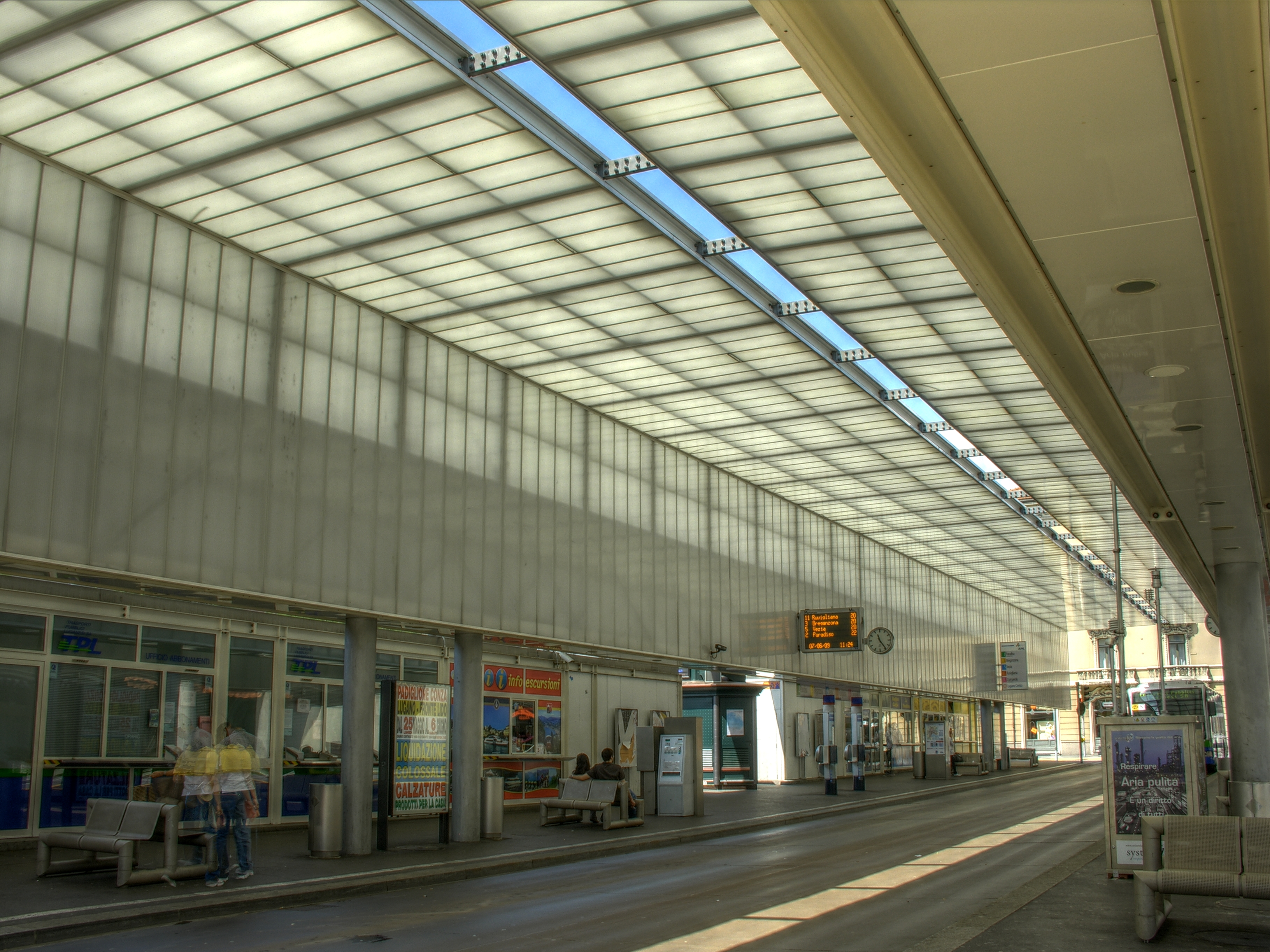
중앙 버스역

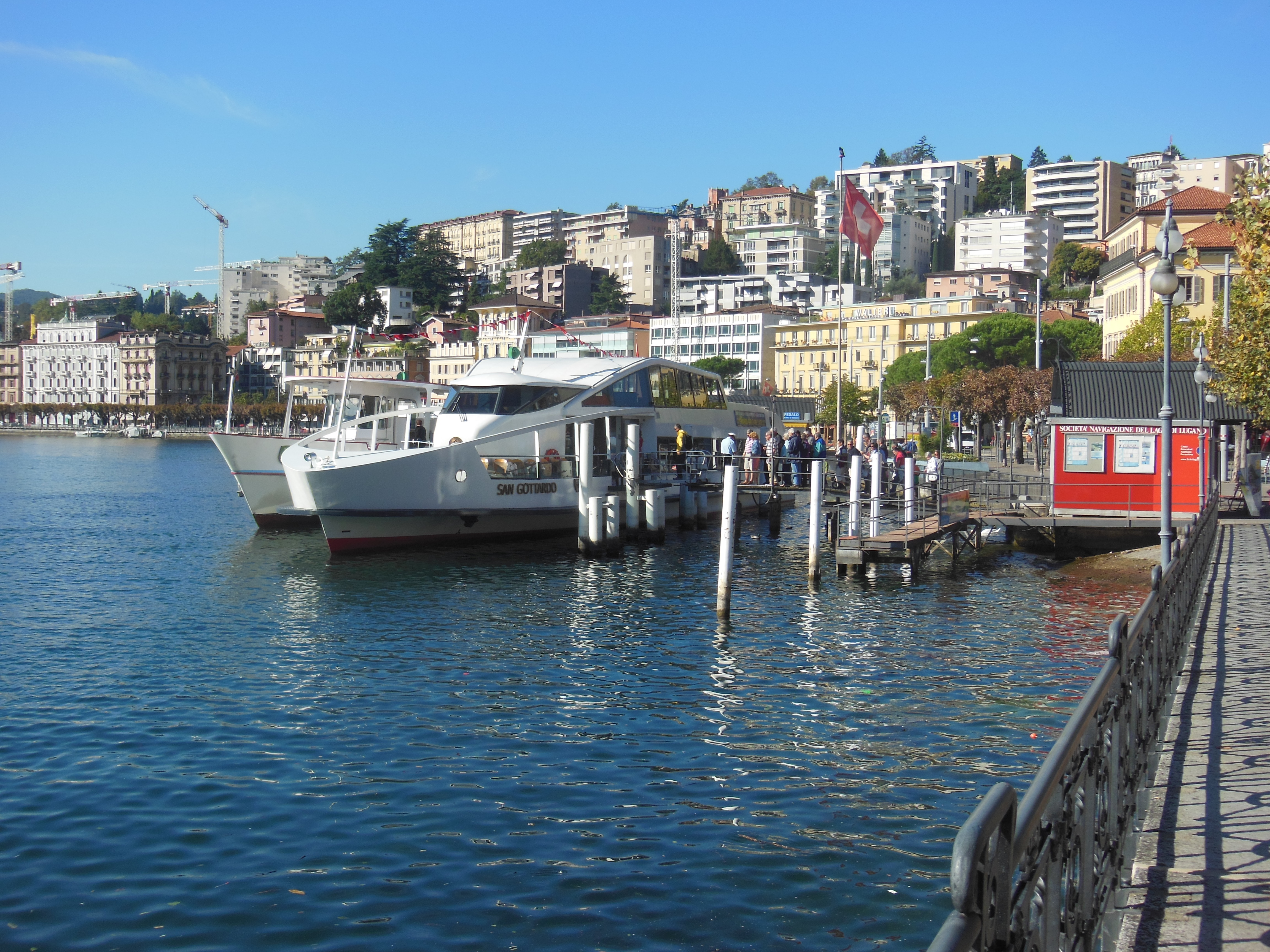
루가노 선착장

### 항공
루가노는 아그노 인근 시정촌에 있는 루가노 공항으로 연결된다. 현재는 실버에어만이 루가노 공항으로 운항하고 있다. 루가노 공항으로 운행하는 서비스가 제한되어 있지만, 밀라노의 공항은 그리 멀지 않아 전 세계의 더 많은 지역으로 이동할 수 있다.

### 철도
루가노역은 역사적으로 동시에 중요한 고트하르트 철도 노선에 위치하고 있으며, 이 노선은 스위스 북부와 티치노와 이탈리아를 연결한다. 스위스 연방 철도의 장거리 열차는 트렌이탈리아의 국제 열차와 함께 루가노와 스위스 북부 및 밀라노 남부를 연결한다.
2016년 고트하르트 베이스 터널의 개통 이후 취리히, 루체른, 바젤과 같은 북부 스위스의 도시와 벨린초나, 루가노, 밀라노와 같은 남부 도시 간의 기차 연결은 더욱 가까워졌다.
벨린초나와 스위스 북부 도시와의 연결은 2020년 12월 체네리 베이스 터널의 개통으로 더욱 개선되고 있다.
두 시간 간격으로 운행되는 레기오날익스프레스 RE는 역사적인 고트하르트 루트에 있는 지역 마을과 마을을 루가노와 연결하며, 벨린초나와 비아스카와 같이 체네리 고개의 반대편에 있는 북부 지역과 연결한다. 알프스를 지나 루벤티나 계곡을 거쳐 아이롤로까지, 그리고 오래된 고트하르트 터널(1,151m)을 통해 우리주의 독일어를 사용하는 북부 마을 에르스트펠트까지 간다.
루가노는 또한 이탈리아의 티치노주와 북부 롬바르디아에서 운영되는 티치노 롬바르디아 지역 철도(TILO) 네트워크의 여러 지역 열차 노선을 운행한다.
2018년 8월부터 TILO의 S50은 벨린초나와 루가노와 말펜사 공항을 1시간에 한 번 연결하며 루가노를 오가는 시간은 1:45시간이다.
S10 서비스는 남부 키아소와 북부 벨린초나 사이의 역사적인 고트하르트 루트에서 30분마다 루가노와 지역 마을 및 마을을 연결한다.
레기오날 익스프레스 RE10은 1시간에 한 번 빠른 연결을 제공하기 위해 국제 장거리 열차 외에도 루가노와 키아소를 밀라노 중앙역과 연결한다. 때로는 벨린초나와 아이롤로 또는 에르스트펠트까지 위쪽으로 연장되었다.
또한 미터궤를 가진 루가노-폰테 트레사 철도(FLP)는 본관 외부의 11번 승강장에서 S60으로 루가노 공항과 폰테 트레사를 연결한다. (참고: 루가노 FLP역)
4월부터 10월 중순까지 관광객 중심의 고트하르트 파노라마 익스프레스는 루체른 호수에서 보트를 통해 하루에 한 번 루체른과 루가노를 연결한 다음 500m 높이에 위치한 오래된 고트하르트 터널을 통과해 역사적인 고타드 루트를 통해 기차로 연결한다.
루가노에는 3개의 푸니쿨라 철도가 운행된다. 최근에 새 단장을 마친 푸니콜라네 치타-스타지오네(Funicolare Città–Stazione)는 루가노역을 호수의 낮은 시내중심가로 연결하는 짧은 노선이며 푸니콜라네 몬테 브레(Funicolare Monte Brè)와 푸니콜라네 몬테 산 살바토레(Funicolare Monte San Salvatore)는 인근 언덕을 올라가 유리한 지점에 있다.
네 번째 케이블카인 푸니콜라네 데글리 안지올리(Funicolare degli Angioli)는 여전히 존재하지만 1986년 이후로 운영되지 않았다.

### 도로
루가노는 암스테르담과 로마 사이에 1,600km가 넘는 유럽 도로 E35의 일부인 A2 고속도로를 따라 위치해 있다.
루가노 대중교통(Trasporti Pubblici Luganesi, TPL)은 루가노 전역과 일부 인근 지역에서 시내버스를 자주 운행한다.
ARL(Autolinee Regionali Luganesi)은 루가노와 다베스코, 손비코 및 카노비오, 라모네 및 테세레테 마을을 연결하는 버스를 운행하고, SNL(Società Navigazione del Lago di Lugano)은 간드리아 및 캄피오네 디탈리아 지역으로 버스를 운행한다. 이탈리아. TPL, ARL 및 SNL 서비스는 루가노 첸트로(Lugano Centro) 버스 정류장에서 운영된다. 장거리 버스와 일부 지역 버스는 현지에서 AutoPostale로 알려진 포스트버스 스위스에서 운영한다. 팜 익스프레스(Palm Express) 서비스는 루가노역에서 생모리츠까지 운행한다. 다른 AutoPostale 버스는 루가노 중심에 있는 발레스트라 4번지(Via Balestra 4)에 위치한 지하 버스 정류장과 매표소에서 운행된다.
이탈리아 버스 회사인 ASF Autolinee는 루가노에서 코모 호수 기슭의 메나지오까지 국제 버스 노선을 운영하고 있다.

### 해운
루가노 호수 해운 회사(Società Navigazione del Lago di)는 루가노 호수에서 보트 서비스를 제공한다. 이것들은 주로 관광 목적으로 제공되지만, 루가노를 다른 호숫가 지역 사회와 연결하기도 한다. 상륙 지점 중 일부는 호수 동쪽에 시정촌의 인구 밀도가 낮은 구역 내에 위치해 있으며, 도로 접근이 불가능한 곳이다.